# Pierre Terrail de Bayard
Le Chevalier sans peur et sans reproche
Pour les articles homonymes, voir Bayard.
Pierre Terrail, seigneur de Bayard, plus connu sous le nom de Bayard ou de chevalier Bayard, né en 1473 ou 1474 au château Bayard (à Pontcharra), et mort le 30 avril 1524 à Romagnano Sesia, ou Rovasenda, (en Italie dans le Piémont), est un noble français qui s'illustra notamment comme chevalier durant les guerres d'Italie (XVe et XVIe siècles).
Sa vie est narrée par l'un de ses compagnons d'armes, Jacques de Mailles, dans la Très joyeuse et très plaisante histoire du gentil seigneur de Bayart, le bon chevalier sans peur et sans reproche. Il est à l'origine du personnage qui symbolise les valeurs de la chevalerie française de la fin du Moyen Âge. Une de ses devises est « Accipit ut det » qui signifie « Il reçoit pour donner ». Cette chronique a inspiré d'autres récits de la vie de Bayard, comme celui de Symphorien Champier son cousin par alliance et médecin, dans Les Gestes, ensemble la vie du preulx chevalier Bayard. Il est cependant admis que le récit de Jacques de Mailles s'arrête avant la toute fin de la vie de Bayard, n'étant pas un témoin oculaire de ses derniers moments.
Le manque de sources contemporaines,, sur Pierre de Bayard, combiné à la nécessité pour François Ier de restaurer son image après la défaite de Pavie, a favorisé la construction d’une légende chevaleresque autour du personnage, dont la dimension héroïque et les hauts faits sont sujets à débats entre historiens.

## Jeunesse et débuts militaires

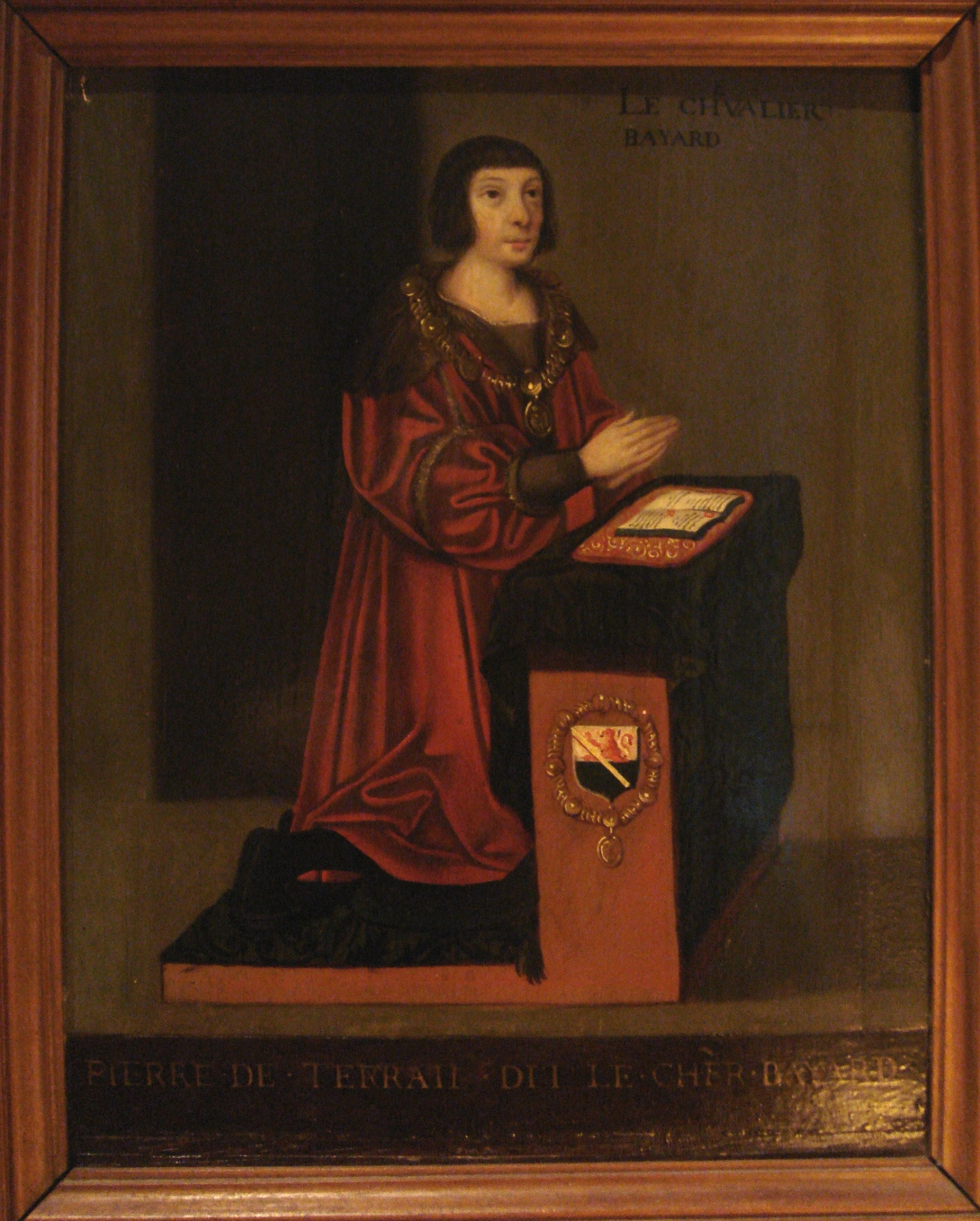
Portrait de Bayard, auteur inconnu, XVIe siècle.

Pierre III Terrail est le fils d'Aymon (ou Amon), seigneur de Bayard, châtelain d'Avalon, et d'Hélène Alleman de Laval, sœur de l'évêque de Grenoble Laurent Alleman. Les Terrail étaient une famille de la noblesse dauphinoise qui, depuis cinq générations, avait vu périr quatre de ses membres dans la guerre de Cent Ans. L'art de vivre et de mourir et le sens aigu de l'honneur étaient les valeurs essentielles de cette famille. Quoique nobles, ou notaires portant l'épée comme Pierre I Terrail, les Terrail ne peuvent mener grand train, leur domaine se limitant en effet à 28 journaux, soit l'équivalent de 7 hectares.
Pierre Terrail naît à Pontcharra en 1475 ou 1476, au château Bayard, une simple maison-forte construite au début du XVe siècle par l'arrière-grand-père de Bayard, Pierre du Terrail premier du nom (notaire qui porte l'épée). Aîné supposé d'une famille de huit enfants, dont quatre garçons. Sa jeunesse au château familial près de Pontcharra fut marquée par une éducation nobiliaire traditionnelle, axée sur la religion, le savoir-vivre et l'apprentissage des armes. S'il peut entrevoir une carrière militaire, c'est grâce à la générosité de son oncle Laurent Alleman, frère de sa mère Hélène Alleman et évêque de Grenoble. Il débute tout d'abord par de très modestes études à l'école-cathédrale de la capitale dauphinoise, à l'angle de l'actuelle rue Hache, où il apprend à écrire. Son cousin germain, Gaspard de Vallier, fils d'Odette Alleman et de noble Claude Vallier, est maréchal de l'Ordre de Saint Jean de Jérusalem.
En février 1486, âgé de 11 ans, il manifesta devant son père Aymon Terrail son désir de suivre la voie des armes, conformément aux traditions de sa maison. Ce dernier, vieillissant et blessé, organisa un conseil familial en présence de l’évêque de Grenoble, frère de son épouse et oncle de Bayard, afin de décider d’un avenir honorable pour son fils. Sur proposition de l’évêque, Bayard fut présenté au duc de Savoie Charles Ier à Chambéry où il obtint, toujours grâce à son oncle, une place de page à la cour de Charles Ier, duc de Savoie.
Peu après, le duc de Savoie se rendit à Lyon pour rendre hommage au roi de France Charles VIII. Lors de l’escorte d’accueil organisée par le roi alors que le jeune garçon n’a que 13 ans, il est invité à défiler sur un roussin dans la cour basse du château, aux côtés de son père qui part guerroyer pour Charles de Savoie. Le cheval rétif, sentant le faible poids du jeune homme, se mit à sauter pour se débarrasser de son cavalier. Devant la crainte des spectateurs, l'enfant, faisant preuve de sang-froid, utilisa ses éperons pour réprimander le cheval et le faire obéir. Il reçut alors le surnom de Riquet, puis de Piquet, en raison de son ardeur à piquer son cheval avec ses éperons.

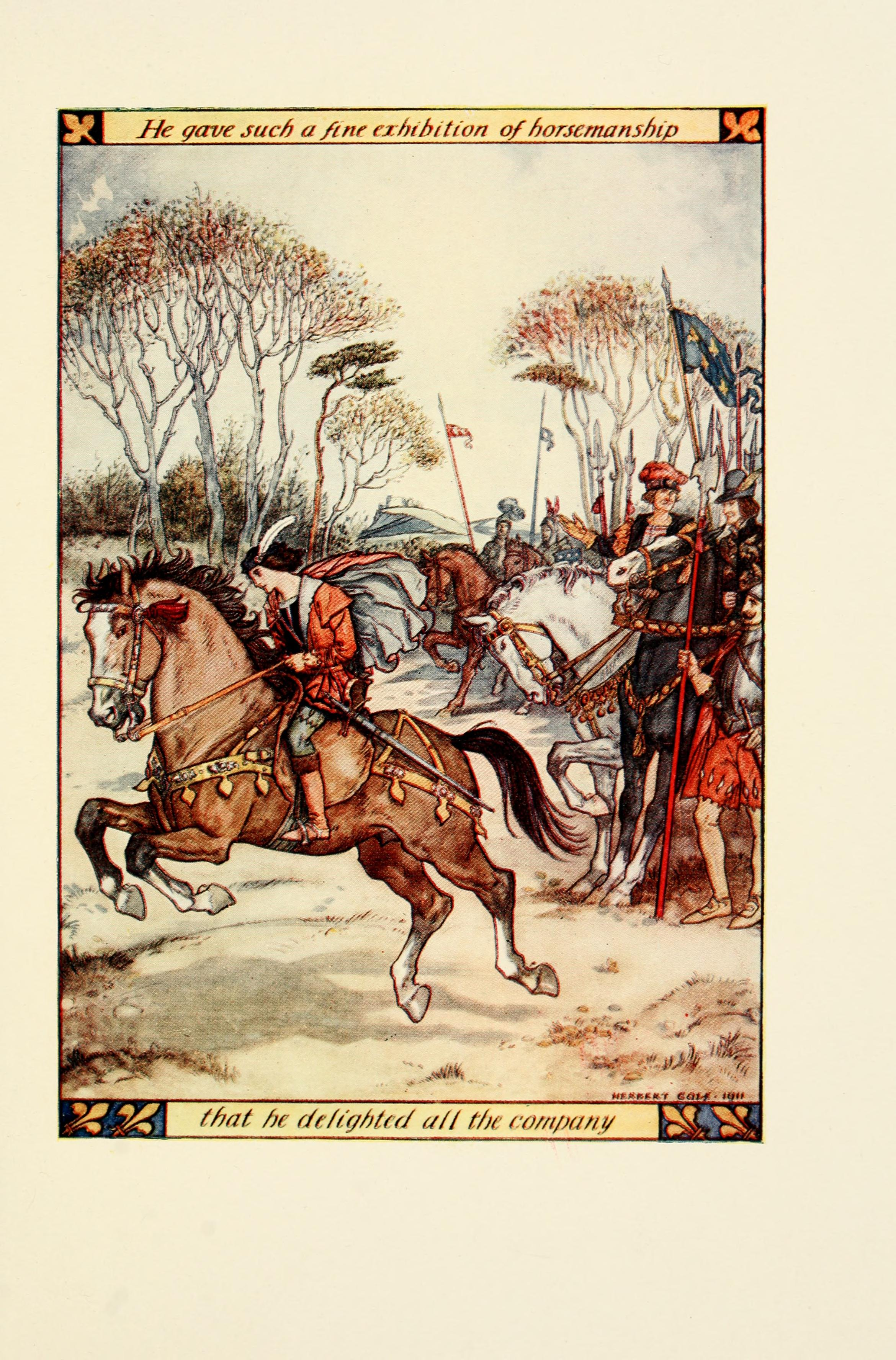
Une belle démonstration d'équitation par Herbert Cole, 1938.

Plus tard, lors d’une course à cheval devant le roi à l’abbaye d’Ainay, Bayard fit sensation. Charles VIII, charmé, demanda aussitôt au duc de Savoie de lui céder le jeune homme. Ce dernier accepta volontiers. Le roi confia alors Bayard à son vassal, le comte de Ligny, avec la recommandation de le prendre à son service et de faire nourrir son cheval avec ceux du comte.
Bayard fut ainsi officiellement admis dans la maison du comte de Ligny, où il servit d’abord comme page. Parti faire son apprentissage des armes à Turin, il termine ses études militaires à la cour de France. En 1493, à l'âge de 17 ans, il entre en qualité d'homme d'armes dans la compagnie du comte de Ligny. Il fut promu homme d’armes dans la compagnie du comte et gentilhomme de sa maison, avec un traitement annuel de trois cents livres.
Cette étape marqua le véritable début de la carrière militaire de Bayard, sous la protection d’un seigneur influent à la cour du roi de France.

## Naissance de la légende
Sitôt rejointe la compagnie de Louis de Luxembourg, comte de Ligny, Bayard a l'occasion de faire connaître sa bravoure, qui le rend rapidement célèbre malgré son jeune âge. Il fait « merveille d'armes » dans de nombreux affrontements liés aux guerres d'Italie, sous Charles VIII.

### Bataille de Fornoue

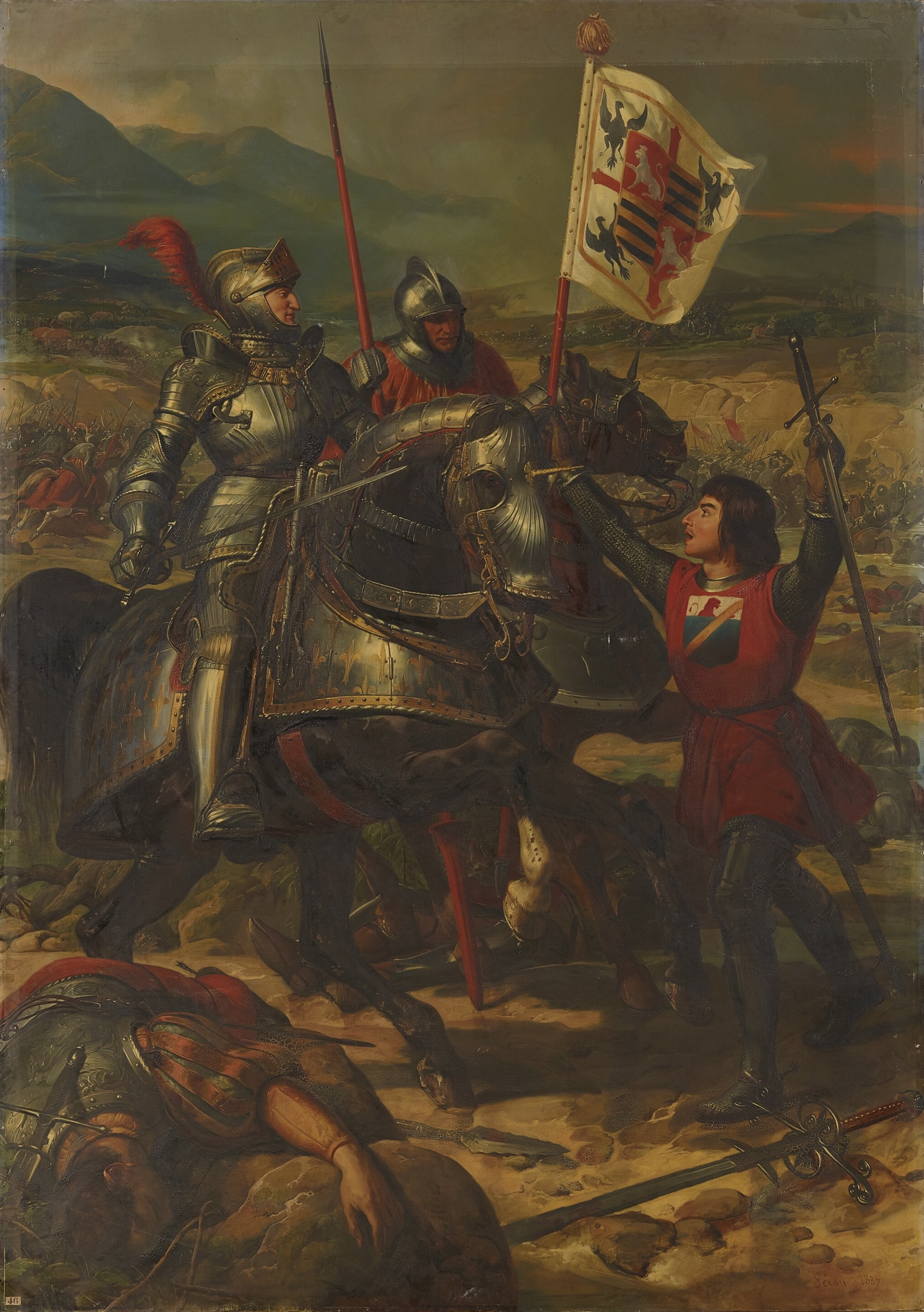
Bataille de Fornoue en 1495 opposant troupes françaises et italiennes. Le roi de France Charles VIII est représenté à gauche, le chevalier Bayard à droite. Peint par Eloi-Firmin Féron en 1837

Alors âgé d’environ 20 ans, c’est à la bataille de Fornoue, le 6 juillet 1495, qu’il fit pour la première fois la preuve de ses qualités sur un champ de bataille de grande envergure.
L’armée française, de retour de Naples, est attaquée sur la rivière Taro par les forces coalisées de la Ligue de Venise. Au moment où les ennemis se ruent sur l’arrière-garde, c’est notamment dans la défense des bagages et la résistance de la cavalerie que Bayard s’illustre. Il aurait chargé avec un zèle extraordinaire, poursuivant les ennemis qui reculent, et protège ses compagnons mis en difficulté. Ses exploits sont notés par ses supérieurs, et sa renommée commence à se répandre. Il est décrit comme infatigable, habile à cheval, et d’une hardiesse peu commune pour son âge.
Bayard contribue ainsi, dans une certaine mesure, au succès stratégique de l’armée française, qui parvient à briser l’encerclement et à se replier vers Asti. Sa bravoure à Fornoue commence à faire parler de lui en Europe.

### Retour en Picardie

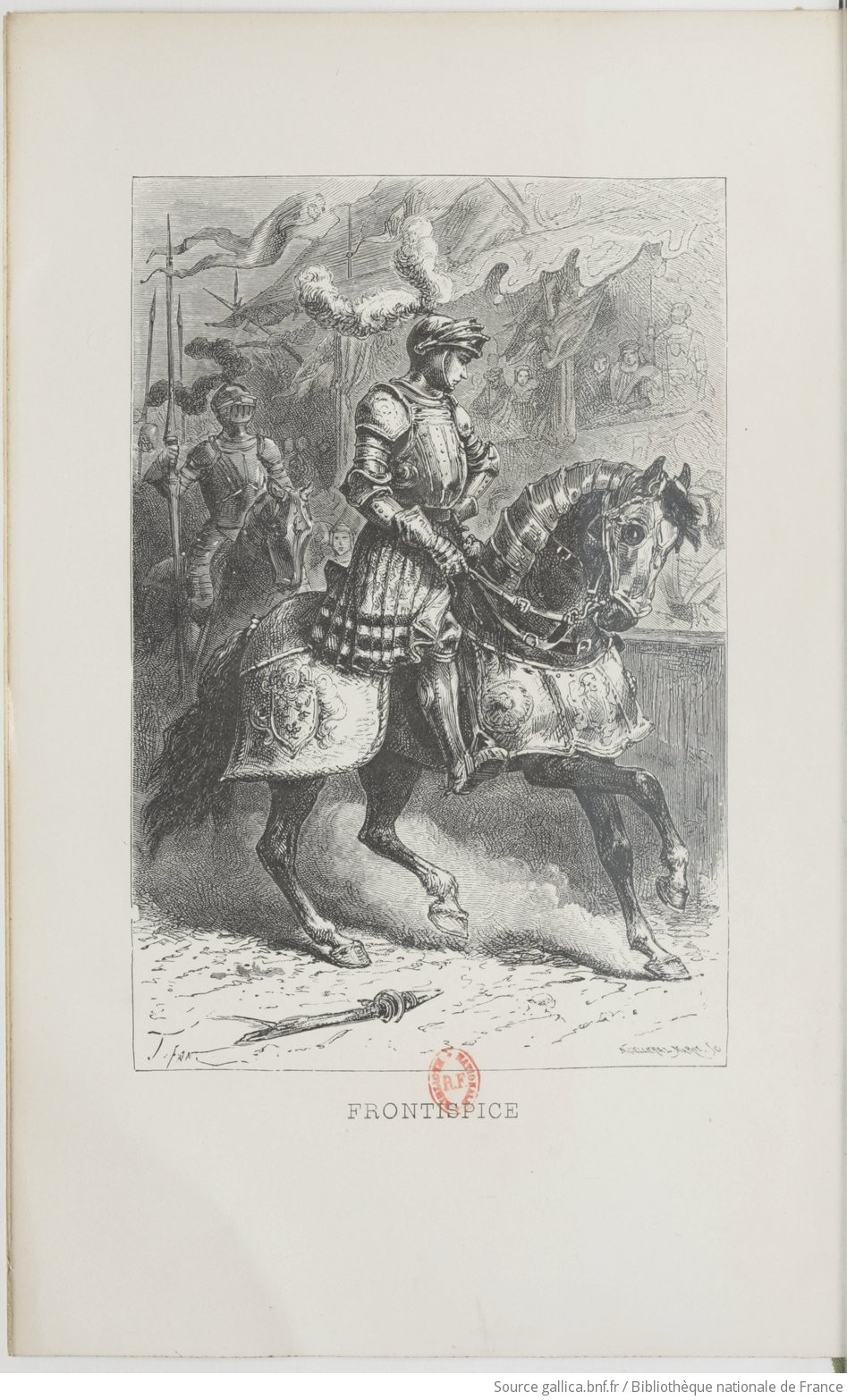
Illustration se trouvant dans la nouvelle édition de La très joyeuse, plaisante et récréative histoire du bon chevalier sans peur et sans reproche, le gentil seigneur de Bayart par Le loyal serviteur, publié en 1882.

Entre 1495 et 1498, de retour en Picardie après la première expédition italienne, Pierre Terrail, se consacra avec éclat aux joutes et tournois organisés dans les principales places d’armes de la région : il y remporta la plupart des prix, rivalisant d’adresse et de hardiesse tout en manifestant, hors des lice, une extrême courtoisie à l’égard de la noblesse féminine. Son comportement généreux — partage des victuailles, distribution des récompenses et soins apportés aux blessés — et son sang-froid lui valurent une estime unanime parmi les gentilshommes et un prestige grandissant auprès des dames, qui louèrent sa sagesse et son panache. Durant ces années, il noua des liens d’amitié solide avec des compagnons d’armes tels que le seigneur de Bellabre et David de Fougas, formant avec eux un cercle restreint où se conjuguèrent entraide martiale et fidélité chevaleresque.

### Succession de la seigneurie de Bayard

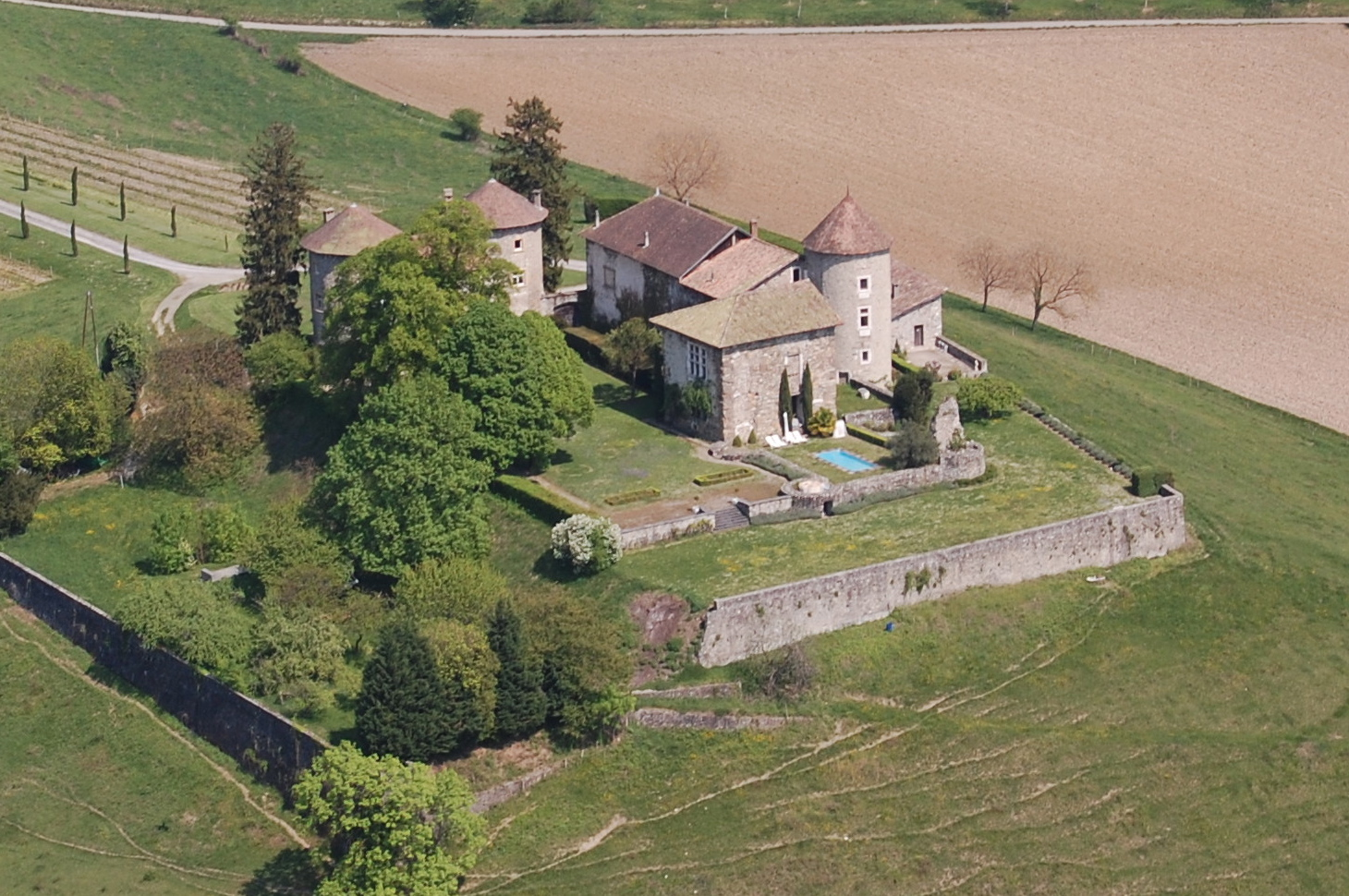
Vue aérienne du Château Bayard à Pontcharra en 2011

En 1496, à la mort de son père Aymon du Terrail, blessé à Guinegate et retiré au château familial, c’est son fils cadet Pierre III qui hérite de la seigneurie de Bayard, près de La Mure en Dauphiné. Le testament d’Hélène Alleman recense “quatre fils et quatre filles” et nomme expressément Pierre III “Seigneur de Bayard” parmi eux.
Une fois installé comme seigneur de Bayard, Pierre III mit à profit son prestige militaire pour accroître la renommée de sa terre. Il fit du château un point de ralliement pour la chevalerie française et savoyarde, y organisant tournois et rencontres d’armes. En tant qu’officier fidèle du roi de France, il entretenait sa garnison personnelle sur le domaine, témoignant par là même de la puissance et de l’autonomie dont jouissait sa maison. Son surnom de “chevalier sans peur et sans reproche” – forgé sur les champs de bataille d’Italie et de Flandres – rejaillit directement sur Bayard, transformant la seigneurie en un lieu mythique de la chevalerie. À la mort de Charles VIII en avril 1498, et sous le règne naissant de Louis XII, Bayard connut une période plus discrète : s’il cessa temporairement de briller sur les champs de tournoi, il continua toutefois d’accomplir des missions ponctuelles de garnison et d’escorte, témoignant de sa fidélité inébranlable à la couronne. Enfin, dès 1501, fidèle au nouveau roi, il repartit pour l’Italie à l’appel du comte de Ligny.

### Campagne de Minerve

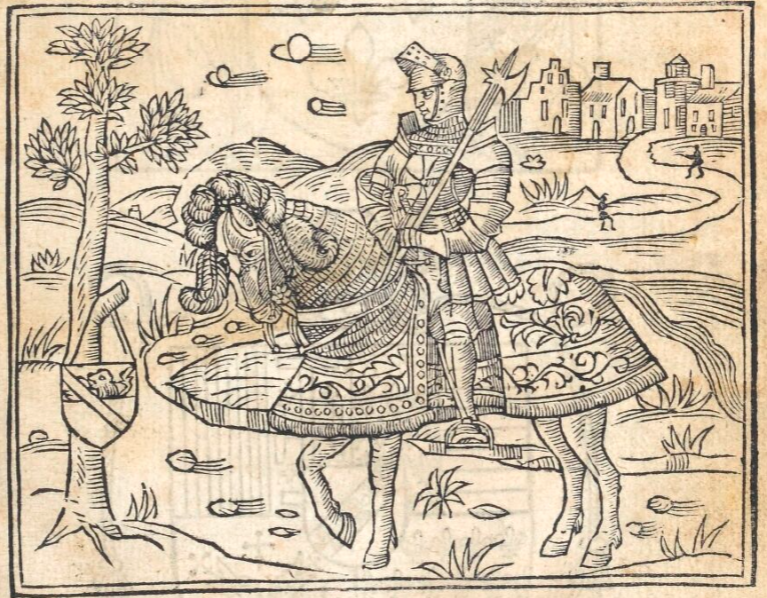
Illustration se trouvant dans Les gestes ensemble la vie du preulx chevalier Bayard, publié en 1525, page 7 de Symphorien Champier.

La campagne est un épisode survenu durant le séjour des troupes françaises en Pouille au début du XVIe siècle. Face à l'oisiveté de la garnison stationnée à Minervino et conscient des risques d'un tel état pour le moral des troupes et l'avantage qu'il offrirait à l'ennemi espagnol, Bayard initia une reconnaissance armée vers les localités d'Andria et Barletta. Cette initiative audacieuse aboutit à une rencontre fortuite avec une troupe espagnole commandée par Dom Alonzo de Soto-Mayor. Lors de l'escarmouche Pierre Terrail captura Dom Alonzo de Soto-Mayor, officier espagnol de haut rang et parent du Grand Capitaine Gonsalve.
Remarquable par sa bravoure et son sens de l’honneur, Bayard traita son prisonnier avec une générosité peu commune pour l’époque. Logé honorablement dans une chambre du château, vêtu et soigné, Dom Alonzo jouissait d’une liberté relative, n’étant retenu que par sa parole de ne point s’enfuir. Cette confiance fut toutefois trahie : le prisonnier, profitant de la bienveillance de son geôlier, soudoya un soldat et s’enfuit au petit matin. Informé de la disparition, Bayard, indigné, dépêcha une troupe à sa poursuite. Dom Alonzo fut rattrapé peu après et reconduit au château. Bien que Bayard respectât toujours la valeur d’un homme d’armes, cette trahison le poussa à ordonner une brève incarcération, rompant ainsi avec sa coutumière clémence.
À son retour à Andria, Dom Alonzo fut reçu avec joie par ses compagnons. Cependant, lorsqu'il fut questionné sur Bayard et la façon dont il avait été traité, il exprima son mécontentement. Il déclara notamment qu'il ne pouvait pas se louer du traitement qu'il avait reçu pendant sa prison et que les hommes de Bayard ne l'avaient pas traité en gentilhomme. Il ajouta qu'il s'en ressentirait toute sa vie et affirma qu'aucun prison n'est agréable et que ses hommes ne l'avaient pas traité en gentilhomme. Ces propos furent rapportés à Bayard par un officier de Monervine qui avait été fait prisonnier à Andria et ensuite rançonné. Bayard fut surpris et indigné d'apprendre ces plaintes, car il estimait avoir bien traité Dom Alonzo, surtout avant sa tentative d'évasion. Il rappela à sa garnison qu'il ne pensait pas qu'un prisonnier puisse prétendre à plus d'agréments que Dom Alonzo n'en avait eus. Soucieux de laver son honneur de chevalier, le défia en duel pour réfuter toute allégation de conduite indigne.

### Duel contre Alonzo de Soto Mayor

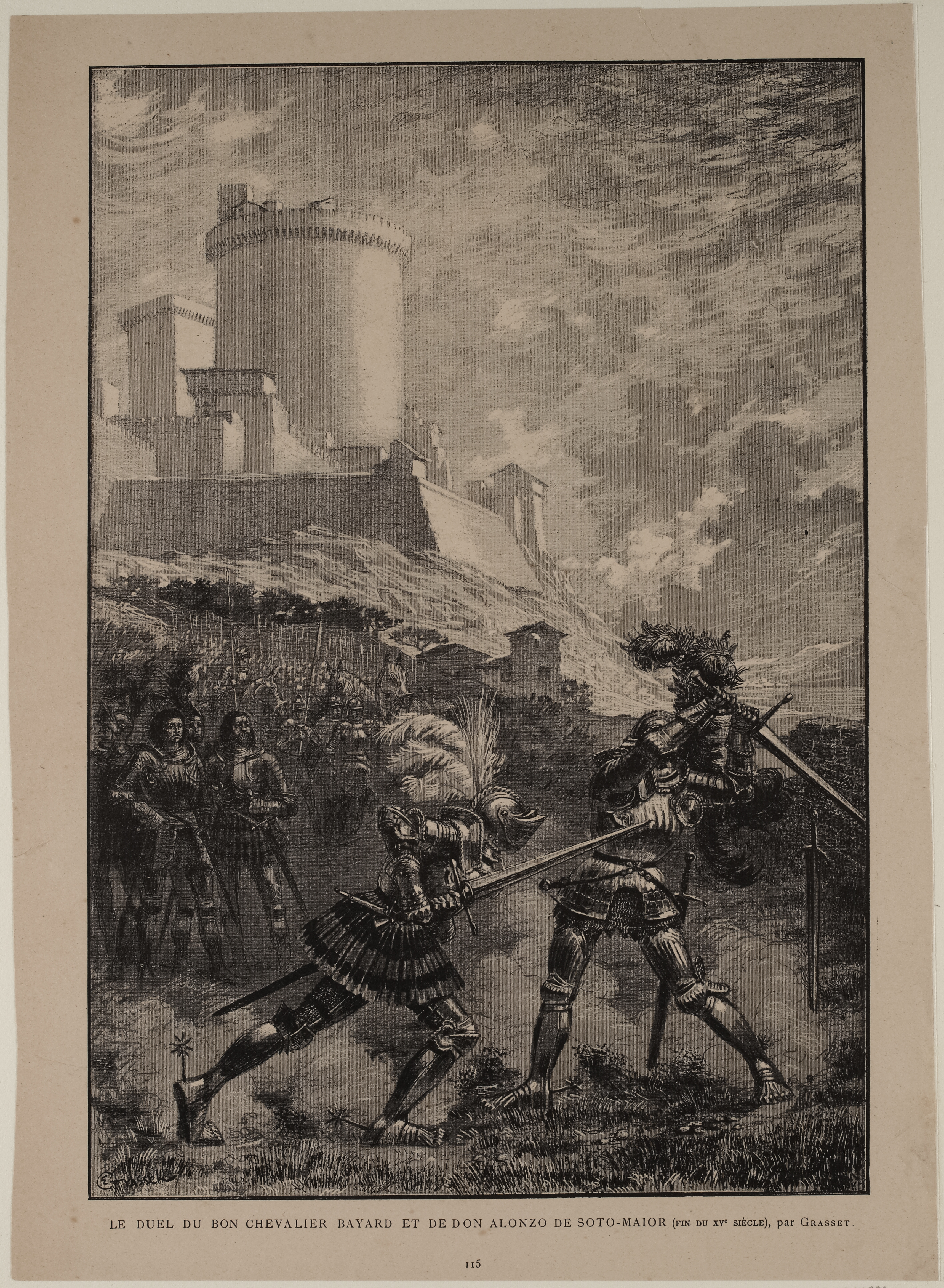
Le duel du bon chevalier Bayard et de don Alonzo de Soto-Maior (fin du XVè siècle), par E. Grasset. Paris Musées.

Le duel entre Pierre Terrail dit Bayart, et dom Alonzo de Sotomayor,, chevalier castillan renommé, est demeuré dans l’imaginaire collectif comme l’un des plus éclatants exemples de la chevalerie tardive, au tournant du XVe siècle. À la croisée des valeurs médiévales et des pratiques militaires de la Renaissance, cet affrontement fut perçu tant en son temps qu’a posteriori comme la parfaite illustration de l’honneur personnel élevé au rang de vertu cardinale.

Fidèle aux codes d’honneur, le chevalier Bayard lui adressa une lettre dans laquelle il exigea que Dom Alonzo retirât ses propos devant témoins, en reconnaissant avoir reçu un traitement digne d’un gentilhomme. À défaut, Bayard le menaça d’un duel à mort, à pied ou à cheval, selon son choix. Dom Alonzo refusa de se rétracter et accepta le défi, affirmant que Bayard n’était pas homme à le faire se dédire. Il proposa un lieu de rencontre et un délai de quinze jours. Bayard, bien que souffrant, accepta immédiatement et obtint l’aval de son supérieur, le seigneur de La Palice. Dom Alonzo, en stratège, demanda ensuite à être considéré comme défendeur dans le duel, ce qui lui donna le droit de choisir les armes et les modalités de l’affrontement. Bayard accepta cette condition sans sourciller, affirmant que, « lorsqu’on a une juste cause, peu importe la position dans le combat ».

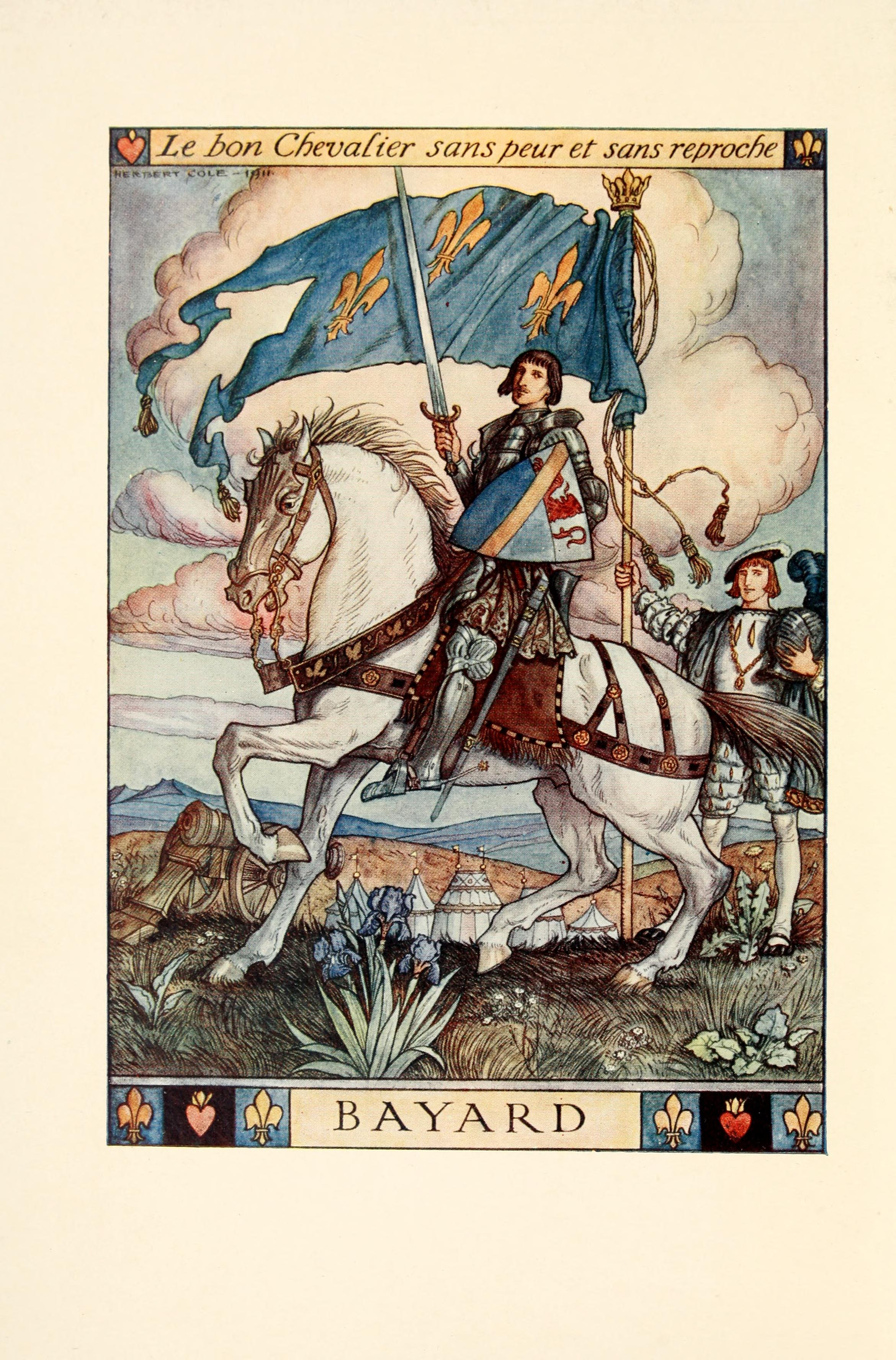
Représentation du chevalier Bayard - le bon chevalier sans peur et sans reproche par Herbert Cole, 1938.

Le combat fut livré dans les formes : les deux hommes, armés et montés, s’affrontèrent dans une lice improvisée, sous les regards des deux armées rangées autour. Bayard montra dès ce jour cette habileté et cette vaillance qui devaient le faire passer à la postérité. Par sa dextérité, son sang-froid et sa force, il parvint à désarçonner Soto Mayor après plusieurs passes d’armes vigoureuses. Il mit pied à terre pour continuer le combat et, usant d’une feinte subtile, transperça le gorgerin de son adversaire avec son épée. Dom Alonzo, blessé grièvement, tenta un dernier assaut dans un corps-à-corps désespéré, mais Bayard, plus vif et précis, le poignarda mortellement entre le nez et l’œil gauche. L’Espagnol s’effondra, tué sur le coup.
Mais plus encore que la prouesse martiale, c’est la noblesse d’âme dont fit preuve Bayard qui marqua les esprits. Non content de triompher, il regretta sincèrement d’avoir dû ôter la vie à un homme de valeur, préférant, eût-il été possible, laver l’offense sans effusion de sang. Il se jeta à genoux sur le champ de bataille, rendant grâce à Dieu, dans un geste qui fut lu comme l’expression d’un idéal chevaleresque en voie de disparition : celui où la force d’arme s’allie à la vertu intérieure.
Les contemporains virent dans cette victoire l’éclat d’une chevalerie à son zénith, mais déjà crépusculaire. Les chroniques françaises exaltèrent Bayard comme modèle du parfait chevalier, "sans peur et sans reproche", tandis que même certains récits espagnols reconnurent l’honneur de son attitude. L’épisode devint un jalon dans les récits édifiants du XVIe siècle, transmis dans les maisons nobles comme exemple de comportement à imiter.

### Retraite de Garigliano

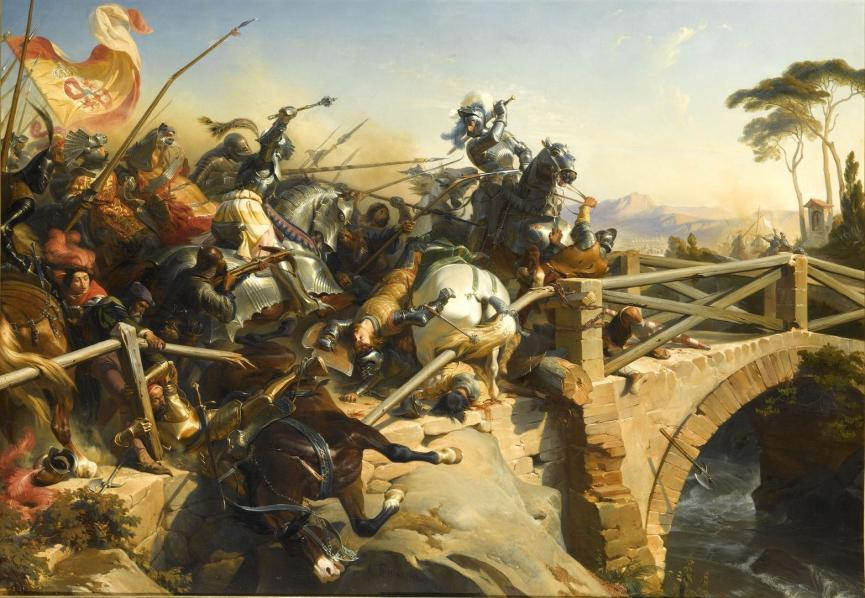
Bayard sur le pont du Garigliano par Henri Félix Emmanuel Philippoteaux en 1840.

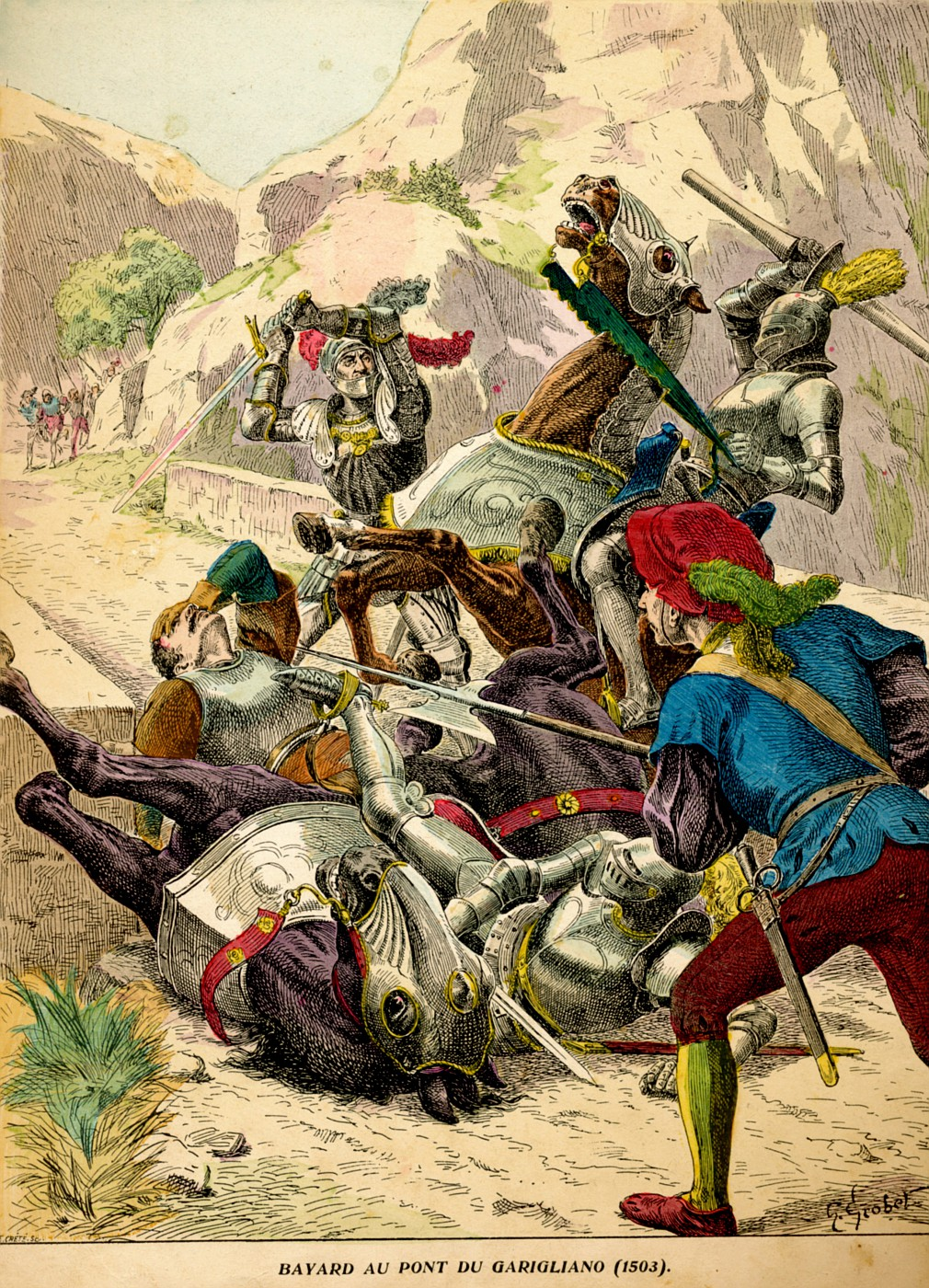
Bayard au pont du Garigliano (1503). Lithographie en couleurs par E. Crété d'après une illustration de H. Grobet, Histoire de France, Paris, Émile Guérin, 1902.

Vers 1503, au cours de la campagne contre les troupes espagnoles. Alors que l'armée française était en difficulté et en phase de repli stratégique, Bayard fut volontaire pour couvrir la retraite de ses compagnons. Pour ralentir l’ennemi, il prit position seul sur un pont étroit, armé de sa seule épée, et y fit face à un détachement d’environ treize soldats espagnols. Grâce à sa maîtrise exceptionnelle du combat rapproché, sa connaissance du terrain, et la configuration défavorable au nombre (le pont interdisant d’attaquer à plusieurs de front), Bayard réussit à tenir ses adversaires en échec pendant un temps notable.
Son action permit aux troupes françaises de se regrouper et d’éviter une déroute. Finalement, il fut rejoint par ses compagnons d’armes et put se replier sans avoir été capturé ni tué, malgré plusieurs blessures.

### Révolte du duché de Milan et prise de Gênes
Le 3 janvier 1507, Ludovic Sforza reprit la ville de Milan aux Français. Cela entraîna une série de révoltes dans tout le duché milanais : plusieurs villes sur la route de Gênes, telles que Tortona et Voghera, ainsi que plusieurs châteaux, se rallièrent à Sforza. Le peuple génois, excité contre les nobles restés fidèles à la France, les chassa. En rompant la capitulation, les insurgés massacrèrent la garnison française du château. Informé de la situation par des nobles pro-français comme Jean-Louis de Fiesque, Louis XII décida de traverser personnellement les Alpes avec son armée.

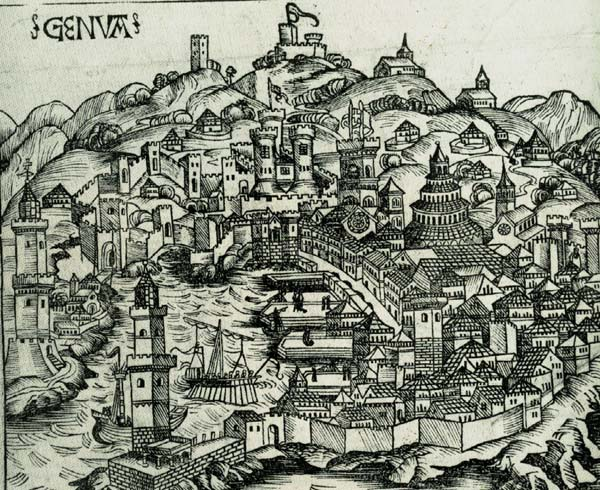
Vue de Gênes vers 1490. Xylographie d'un artiste anonyme, tirée de la Chronique universelle de Hartmann Schedel, publiée à Nuremberg en 1493.

Le chevalier Bayard, bien que gravement affaibli par la fièvre quarte et les séquelles d’une vieille blessure au bras gauche, refusa de rester à l’arrière. Fidèle à son sens de l’honneur et du devoir, il rassembla ses forces, prépara ses affaires en deux jours et rejoignit la campagne. Il fut parmi les premiers à franchir le passage des Apennins, prouvant une fois de plus son endurance légendaire.
À l’approche de Gênes, l’armée royale fut surprise de découvrir un fort fraîchement construit, solidement défendu et armé, en haut d’une montagne stratégique. Lors du conseil de guerre, l’opinion était divisée : certains craignaient un piège, d'autres minimisaient la résistance potentielle. Louis XII demanda alors son avis à Bayard. Celui-ci proposa d’aller voir lui-même ce qu’il en était, promettant un rapport dans l’heure s’il n’était pas capturé ou tué.
Bayard partit avec une centaine de compagnons. Ensemble, ils escaladèrent la montagne à mains nues. Arrivés au sommet, ils furent attaqués par des avant-gardes génoises mais, grâce à leur détermination, les repoussèrent. Il ordonna alors d’attaquer le fort qui tomba aux mains des Français après une résistance modérée, ses défenseurs s’enfuyant en désordre. La prise du fort démoralisa la ville de Gênes, qui se rendit aussitôt.
Louis XII entra dans Gênes en maître, fit exécuter le doge Paolo da Novi ainsi qu’un noble de la maison Justiniani, abolit les privilèges municipaux, imposa un gouverneur royal et fit construire une citadelle pour contrôler durablement la cité. Cette victoire est l'occasion d'un éblouissant défilé de troupes françaises en présence du roi, le 20 avril 1508.

### Bataille d'Agnadel
Le 14 mai 1509, l’armée française du roi Louis XII affronta les troupes vénitiennes à Agnadel, dans le cadre de la guerre de la Ligue de Cambrai. Bayard y commandait une compagnie que le roi venait de lui confier, dans laquelle il servait jusque-là comme lieutenant.
Lors de la bataille, l’armée française se composait d’environ 30 000 hommes, dont 6 000 Suisses et 2 000 cavaliers. Les Français, ayant appris la déclaration de guerre adressée aux Vénitiens, s’étaient concentrés à Milan à partir de fin mars ou début avril.
Le 14 mai, l’armée vénitienne commandée par le général Bartolomeo d'Alviano s’était retranchée près du village de Ghiaradadda, où elle disposait d’un dispositif défensif avec chariots, canons et arquebusiers. Malgré cette forte position, la charge française fut conduite avec une telle impétuosité que l’aile gauche de l’armée ennemie fut enfoncée.
Bayard, placé dans l’avant-garde avec d'autres compagnies d’hommes d’armes, mena un assaut décisif, forçant personnellement quatre barricades ennemies.  Le général vénitien Alviano fut grièvement blessé et fait prisonnier. Son armée fut presque totalement détruite ou capturée. Seuls quelques éléments commandés par Niccolò Orsini parvinrent à battre en retraite. 
Selon Guyard de Berville, dans son édition de 1809, la bataille d’Agnadel aurait conduit à la nomination de Bayard au grade de capitaine ; toutefois, l’éloignement chronologique de cette source vis-à-vis des événements invite à la prudence.

## Accession de Bayard au rang de capitaine
Un autre document apporte un éclairage différent sur la nomination de Bayard. Il s'agit du recueil manuscrit Clairembault, publié dans Montres et revues des capitaines dauphinois : documents dauphinois, recueillis, publié en 1888, la montre et revue réalisée à Fontanella, dans le duché de Milan, le 14 juillet 1509, revêt une importance particulière dans la carrière de Pierre Terrail. Ce document, établi par Laurent du Mesnil, écuyer et seigneur de la Mothe, commissaire désigné par les maréchaux de France, détaille la composition d’une compagnie de quarante lances fournies (vingt-neuf hommes d’armes et cinquante-huit archers), placés sous la conduite de Bayard. Il s’agit de la première preuve administrative attestant que Bayard, jusque-là simple homme d’armes sous les ordres de Jacques de Lay, seigneur du Chastellart, a été élevé au rang de capitaine. Sa nomination s'est donc produite entre le 3 juin 1509, date de la dernière revue effectuée par Chastellart, et celle du 14 juillet, où Bayard apparaît à la tête de la compagnie. La nomination au grade de capitaine fut exceptionnelle, car ce rang était habituellement réservé à la haute noblesse. Issu d'une petite noblesse provinciale, Pierre Terrail l'obtint non par naissance, mais par sa bravoure, son mérite militaire et la reconnaissance unanime de ses pairs et du roi.

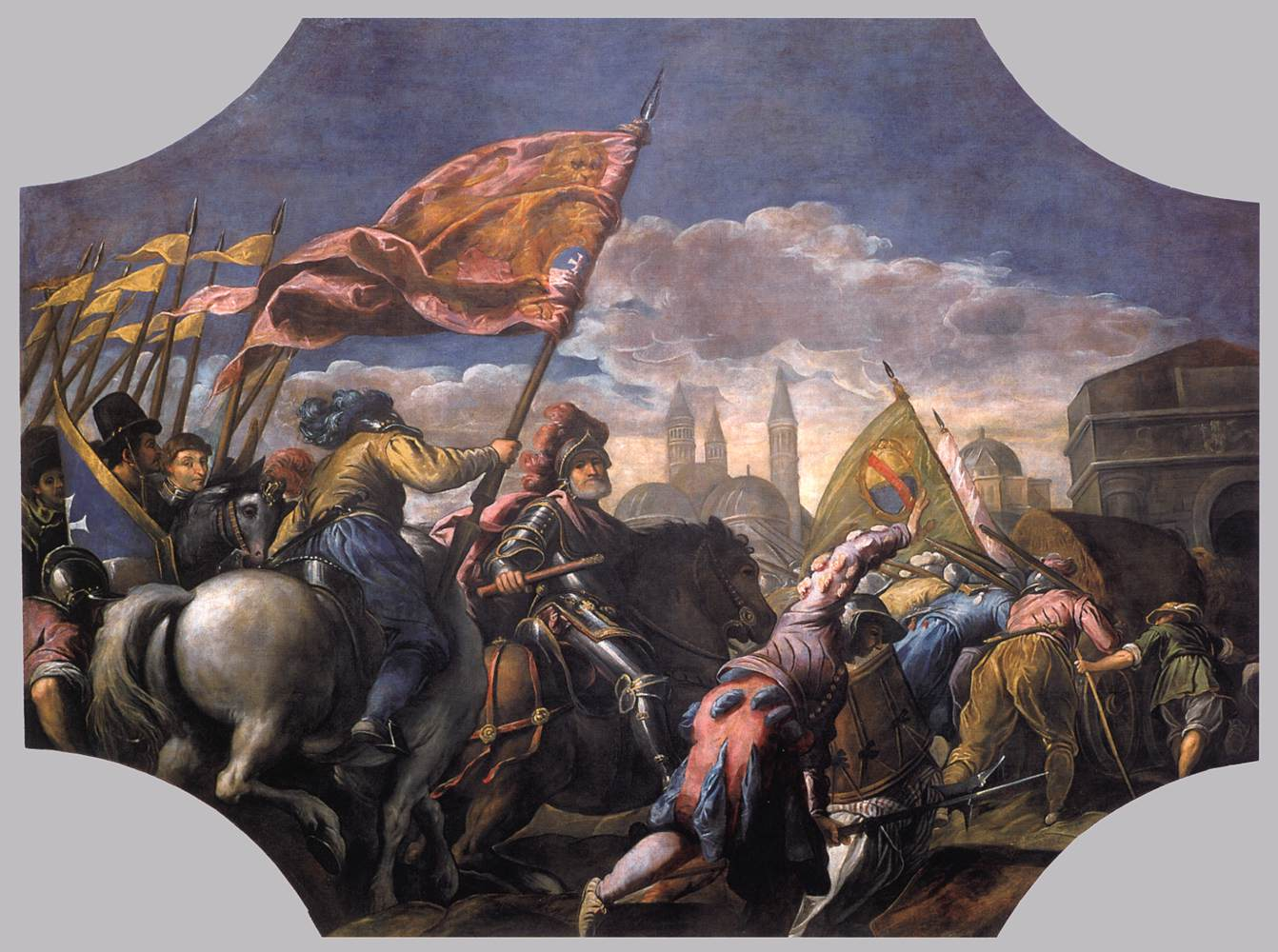
Padoue recouvrée par Andrea Gritti et Giovanni Diedo peint par Jacopo Palma il Giovane en 1584

### Siège de Padoue
En juin 1509, Durant le siège de Padoue, irrité par les fréquentes attaques surprises de du capitaine Luce Malvezzi, posté à Trévise, le chevalier Bayard décida de lui tendre une embuscade. Grâce à des espions, il apprit les itinéraires habituels de son ennemi et prépara, avec ses compagnons la Clayette et la Cropte, une expédition discrète. En pleine nuit, ils partirent avec une petite troupe d’élite, et se cachèrent dans un vieux palais désert sur le passage de Malvezzi.
À l’aube, ils virent passer leur cible, accompagné d’une troupe deux fois plus nombreuse, composée d’environ cent hommes d’armes et deux cents Albanais. Dès qu’ils furent passés, les Français les prirent en chasse. Surpris mais déterminés, les Vénitiens firent volte-face, contraints de combattre dans un chemin étroit bordé de fossés.
Malgré leur infériorité numérique, les Français firent preuve d’un courage et d’une efficacité remarquables : la première charge renversa plusieurs ennemis, et l’un des compagnons, Bonnet, transperça un homme d’armes de part en part. Tandis que les Albanais tentaient une manœuvre de contournement, Bayard, prévoyant, ordonna à la Cropte de les intercepter. Ceux-ci furent repoussés avec perte, et le reste des forces vénitiennes, désorganisées, fut mise en déroute. Malvezzi parvint à fuir avec quelques cavaliers, mais les Français capturèrent entre 160 et 180 prisonniers, soit plus que leur propre nombre, et remportèrent deux enseignes. À leur retour au camp, ils croisèrent l’empereur en promenade, qui envoya s’enquérir de cette agitation. Informé de la victoire, il félicita personnellement Bayard et ses compagnons, louant leur bravoure et exprimant son souhait d’avoir une douzaine d’hommes de sa trempe. Bayard, toujours modeste, rendit l’honneur à ses camarades. Cette embuscade, brillamment menée, fit grand bruit dans tout le camp impérial et renforça encore la renommée du chevalier.

### Tentative d'enlèvement du pape

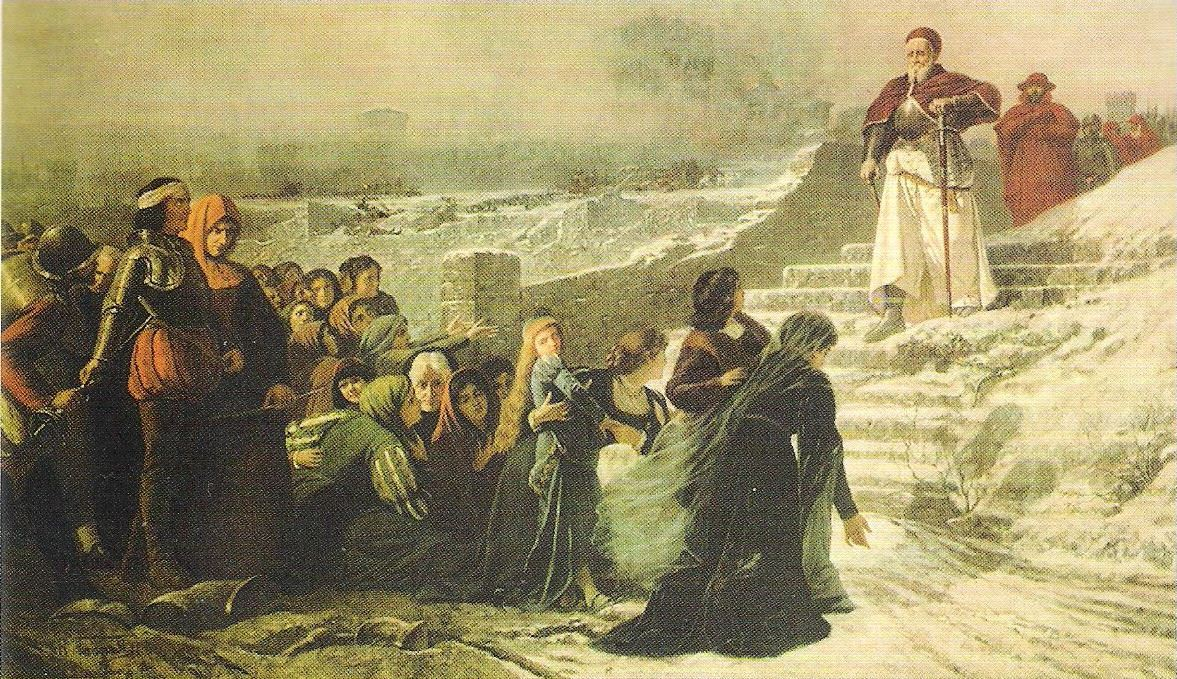
Peinture représentant la reddition des soldats de Mirandole au pape Jules II Della Rovere, peint par Raffaello Tacredi en 1890

En 1510, il tente d'enlever le pape Jules II. Celui-ci revendiquait le duché de Ferrare comme possession de l’Église, leva une armée dans la région de Bologne et se rendit personnellement dans le village de San-Felice, situé entre Concordia et la Mirandole, afin de mener ses opérations militaires. Il tenta de s'assurer le soutien de la comtesse de la Mirandole, fille naturelle du célèbre condottiere Jean-Jacques Trivulce, en lui demandant de livrer sa ville, stratégiquement importante. Celle-ci, fidèle aux Français et au duc de Ferrare, rejeta fermement cette demande.
Outré par ce refus, le pape ordonna à son neveu, le duc d’Urbin, de mettre le siège devant la ville. En réponse, le duc de Ferrare fit parvenir à la comtesse une aide composée de cent hommes d’armes et de deux canonniers français, ainsi que de deux jeunes gentilshommes, Montchenu et Chantemerle, encouragés dans leur mission par le chevalier Bayard. Le siège de la Mirandole débuta peu après, avec des échanges d’artillerie intenses entre les assiégeants et les défenseurs. Le chevalier Bayard, informé par ses espions que le pape s’apprêtait à quitter San-Felice pour rejoindre son camp, élabora un audacieux plan pour le capturer. Il se posta avec cent hommes dans un palais abandonné sur la route, dans l’intention d’intercepter la suite pontificale.
Cependant, une tempête de neige soudaine et extrêmement violente força Jules II à rebrousser chemin avant que l’embuscade ne se déclenche. Le chevalier, frustré mais pragmatique, captura quelques dignitaires et mulets de charge avant de se replier vers ses lignes. Le pape, profondément ébranlé par la tentative, se retrancha dans le château de San-Felice avant d’être escorté sous forte protection vers le camp. Le siège se prolongea durant trois semaines. Des conditions météorologiques exceptionnelles – six jours de neige suivis d’un gel intense – favorisèrent l’armée pontificale : la glace épaissie des fossés permit l’approche directe des troupes. Après avoir ouvert deux larges brèches dans les murailles, et en l'absence d'un secours français (le gros des forces étant retranché à Reggio sous les ordres du seigneur de Chaumont), la ville tomba. Le pape, soutenu par les armées espagnoles et vénitiennes, consolida alors son emprise sur la région.

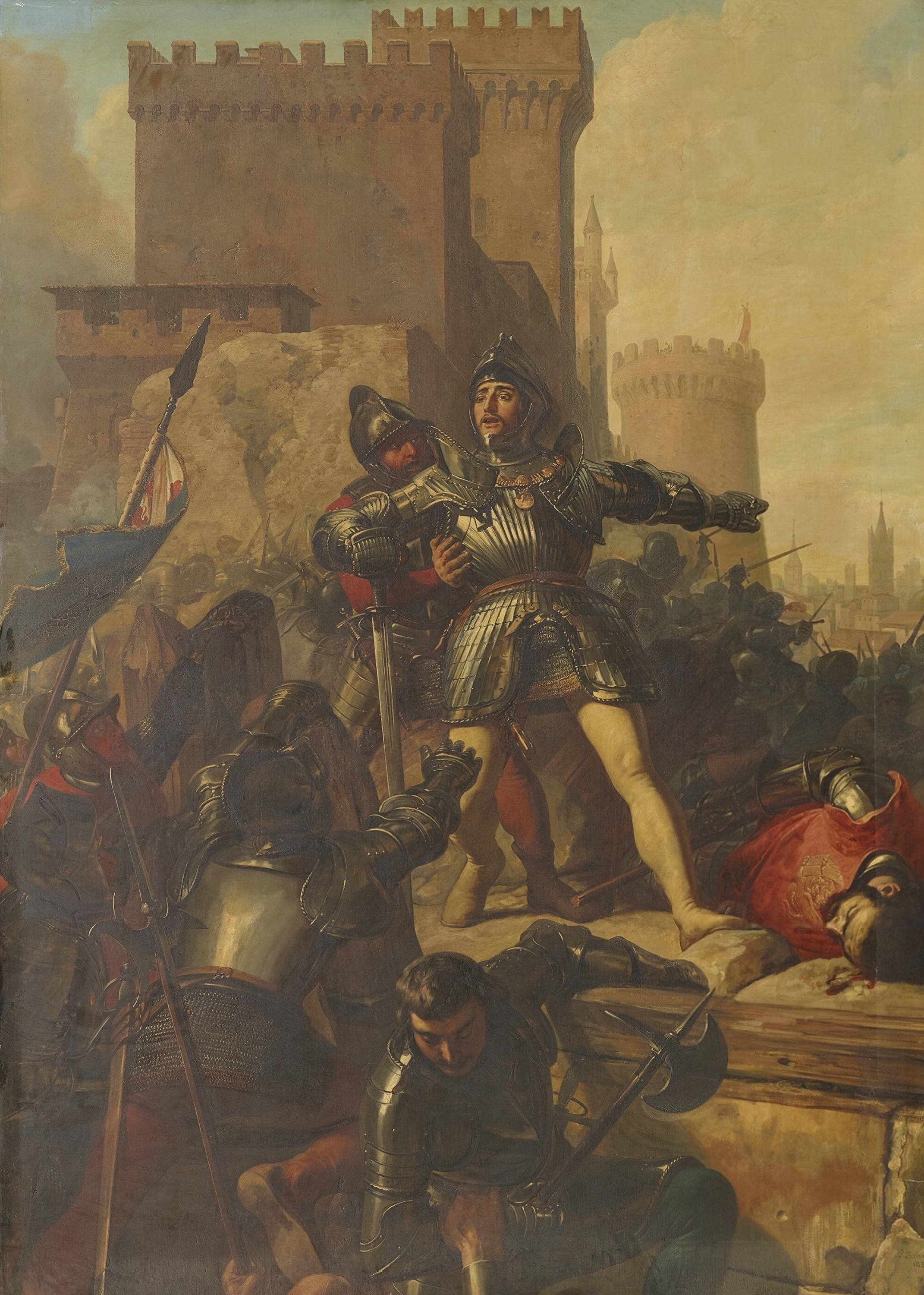
Prise de Brescia par Gaston de Foix en 1512 peint par Charles-Philippe Larivière en 1837

### Siège de Brescia
En février 1512, après avoir pris Bologne, il assiège Brescia en Lombardie, par les troupes françaises sous le commandement du duc de Nemours. Cette opération militaire, menée contre les forces vénitiennes. Alors que le duc prévoit l’assaut de la ville, il consulte ses capitaines pour organiser l’attaque. Brescia est alors fortement défendue par huit mille hommes de guerre et des milliers de paysans enrôlés. Malgré l’infériorité numérique des Français (environ douze mille hommes), leur moral est très élevé, grâce au charisme du duc et à la qualité exceptionnelle de ses troupes.
Lors du conseil de guerre, Bayard remet en question la tactique initiale, soulignant que les fantassins en première ligne, sans soutien de cavalerie, risquent d’être repoussés. Il propose d’appuyer l’avant-garde par une centaine de gendarmes. L’assaut est lancé au matin. Après une tentative infructueuse de négociation avec les défenseurs, le duc de Nemours donne le signal. Bayard, à pied avec ses hommes, attaque vigoureusement un rempart farouchement défendu. Il mène personnellement la charge malgré le terrain boueux et glissant. Grâce à la ténacité des troupes françaises, le premier fort est conquis.
Mais c’est lors de cette victoire que Bayard reçoit une blessure qu'il croit mortelle : une pique le frappe à la cuisse et s’enfonce profondément. Croyant sa fin venue, il cède le commandement et se retire à l’écart dans la tente du Duc de Lorraine, où il fut pansé par son médecin et cousin par alliance, Symphorien Champier (Jacques de Mailles parle quant à lui de deux archers le portant à l'écart pour le panser). Sa blessure provoque une vive émotion dans l’armée : le seigneur du Molard, son camarade de toujours, est bouleversé et redouble de fureur au combat, tandis que le duc de Nemours, apprenant la nouvelle, exhorte ses troupes à venger le meilleur chevalier du royaume. L’assaut se poursuit, les troupes françaises prennent d’assaut la citadelle puis la grande place de la ville, malgré une résistance acharnée des Vénitiens. La bataille est sanglante et sans pitié : plusieurs milliers d’ennemis sont tués. Brescia est conquise, mais au prix d’un grand massacre.

### Bataille de Ravenne

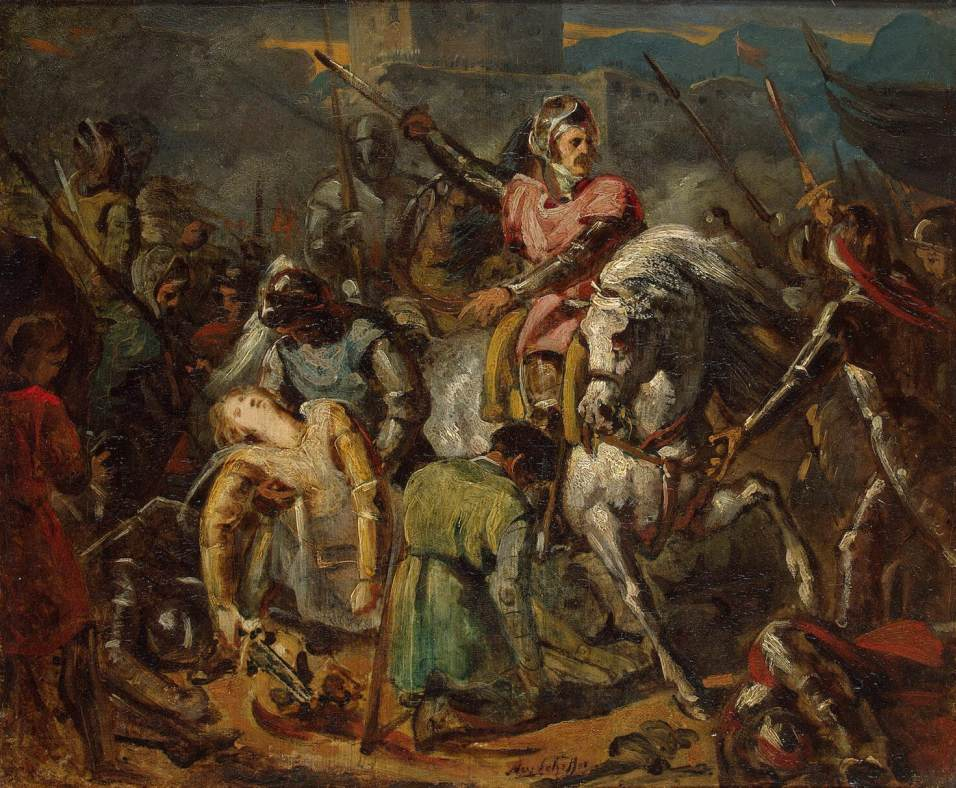
Mort de Gaston de Foix à la bataille de Ravenne le 11 avril 1512 peint part Ary Scheffer.

Vite remis, il s'illustre à nouveau, à Ravenne, lors du délicat retrait des troupes françaises. La bataille de Ravenne le 11 avril 1512 est l’une des plus cruelles de l’époque, qui coûta la vie à de nombreux nobles combattants, tant du côté français qu’espagnol. Parmi les pertes les plus notables, la mort du duc de Nemours — célébré pour sa bravoure et pressenti pour le trône de Naples — fut perçue comme une tragédie nationale, son décès marquant la fin des ambitions françaises dans la région. D'autres figures illustres tombèrent ce jour-là : le seigneur d'Alègre et son fils, de nombreux capitaines et hommes d'armes périrent également comme  son cousin et frère d'armes, Soffrey Alleman dit le Capitaine Molard, et son compagnon d'armes, tout comme de nombreux chefs espagnols, parmi lesquels le général Pedro Navarro fut fait prisonnier. Les pertes ibériques furent si lourdes qu'on les estima irréparables sur un siècle.
À la suite de la bataille, les troupes françaises pillèrent Ravenne, violant les ordres de discipline, ce qui provoqua l'exécution du capitaine fautif. La mort du duc de Nemours brisa l’élan offensif français, déjà fragilisé par l’alliance entre Vénitiens, Suisses et forces pontificales, et par les manœuvres de l’empereur Maximilien. Malgré une défense valeureuse à Pavie et de nombreux actes héroïques — notamment ceux du bon chevalier, blessé grièvement au cou par un tir de fauconneau lors de la retraite — les Français furent contraints d’évacuer presque entièrement la Lombardie, ne conservant que quelques places fortes isolées.
Le Chevalier de Bayard, affaibli par ses blessures et les années de combats, se retira à Grenoble auprès de son oncle, Laurent Alleman, évêque de Grenoble. C’est là, alors qu’il semblait sauvé du champ de bataille, qu’il fut frappé d’une grave fièvre. Terrassé durant dix-sept jours, il se lamenta de n’être pas mort aux côtés de ses compagnons d’armes à Ravenne ou à l’assaut de Brescia, considérant comme indigne pour un chevalier de périr en son lit. Malgré sa souffrance, il fit preuve de foi et d’humilité, se remettant à la volonté divine. Ce chapitre illustre à la fois la gloire et le déclin d’une ambition militaire française en Italie, et la profonde humanité de ceux qui, comme le bon chevalier, vécurent l’honneur, le deuil et la foi dans un même souffle.

## Accession au trône de François Ier

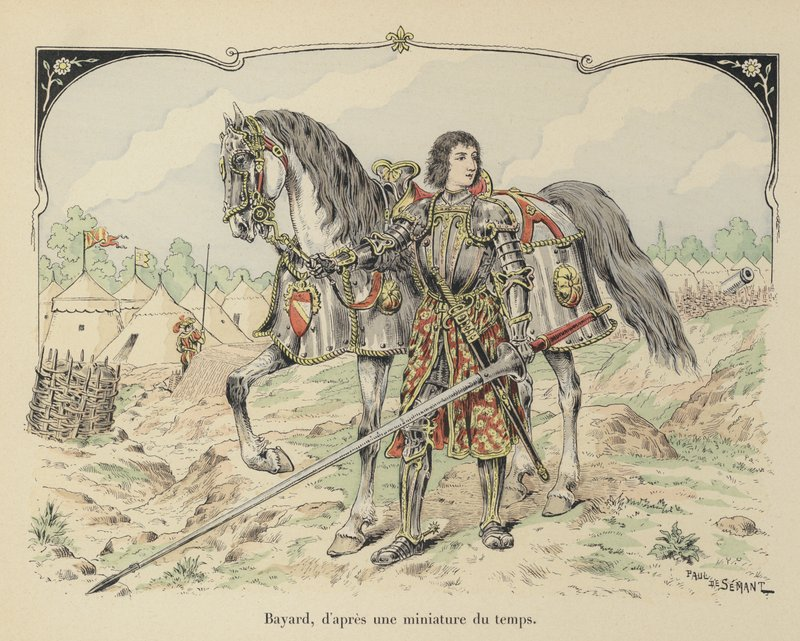
Bayard en armure, à cheval, prêt pour la campagne d’Italie ; dynamisme romantique typique de la fin du XIXᵉ siècle, illustration de Paul de Sémant pour Histoire du Chevalier Bayard racontée à mes enfants de Théodore Cahu.

À la suite du sacre de François Ier succédant à Louis XII en 1515 et de son couronnement à Saint-Denis, le nouveau roi planifia dès le printemps, en secret la campagne militaire pour la reconquête du duché de Milan, revendiqué au nom de ses droits héréditaires. Il fit diriger progressivement ses troupes vers le Lyonnais et le Dauphiné, régions frontalières de l’Italie. Le chevalier Bayard y était postionné en tant que lieutenant en Dauphiné, où il jouissait d’une grande popularité.
Fidèle à son habitude lors des campagnes militaires, Bayard fut chargé d’ouvrir la marche. Il fut envoyé, accompagné de trois à quatre mille hommes de pied, sur les confins du Dauphiné et des terres du marquis de Saluces, dont la majorité avaient été perdues à l’exception du château de Revello. L’ennemi occupait ces terres : des troupes suisses y étaient en garnison, et surtout Prospero Colonna, alors lieutenant général du pape, y exerçait une autorité militaire et fiscale. Il commandait une force composée de trois cents hommes d’armes d’élite et de chevau-légers. Grâce à un réseau d’espions efficaces, Bayard fut informé des déplacements et habitudes de Colonna. Constatant qu’une attaque directe en plaine serait risquée en raison de l’équilibre des forces, Bayard alerta le duc de Bourbon, qui avertit à son tour le roi, alors à Grenoble. À la demande de Bayard, trois capitaines chevronnés – La Palisse, Humbercourt et Aubigny – furent dépêchés en renfort avec leurs compagnies. Dès leur arrivée à Savillan, Bayard insista pour qu’ils agissent sans délai. Un plan d’attaque nocturne fut élaboré avec la complicité du seigneur de Moretto, un noble piémontais, qui ouvrit l’accès à Carmagnola par le château. Le projet visait à capturer Prospero Colonna par surprise, dans cette ville qu’il occupait.
Cependant, Colonna avait reçu un ordre de se rendre à Pignerol pour y régler des affaires. Il quitta Carmagnola le matin même de l’attaque française. Lorsque les troupes de Bayard arrivèrent, le châtelain les informa qu’ils venaient de manquer Colonna de peu. Les capitaines français délibérèrent et, sous l’impulsion de Bayard, décidèrent de poursuivre l’ennemi jusqu’à Villafranca, où celui-ci avait prévu de déjeuner. Le plan fut exécuté avec une grande discipline tactique : Humbercourt marcha en tête avec cent archers, suivi à distance du chevalier Bayard et de cent hommes d’armes, puis du reste des troupes menées par La Palisse et Aubigny. Des éclaireurs ennemis furent repérés et mis en fuite, ce qui précipita l’engagement. Lorsque les Français atteignirent Villafranca, ils surprirent les troupes de Colonna en pleine halte. Humbercourt força la porte de la ville et engagea le combat. Le chevalier Bayard, accouru rapidement, amplifia l’assaut. Malgré une tentative de défense, les troupes de Colonna furent débordées. La deuxième vague des Français, menée par La Palisse et Aubigny, bloqua les issues. Colonna, bien que valeureux, dut se rendre après avoir réalisé l’ampleur des forces françaises et compris l’inutilité d’une résistance prolongée.
Avec lui furent faits prisonniers plusieurs officiers importants, dont le comte de Policastro, Petro Morgante et Charles Cadamosto. Le butin fut considérable, estimé à près de cent cinquante mille ducats, incluant des chevaux d’Espagne, de la vaisselle précieuse, de l’argent monnayé et d'autres richesses. Peu après, les Suisses alliés de Colonna arrivèrent trop tard pour secourir la ville. Les Français se replièrent méthodiquement, emportant avec eux leurs prisonniers et le meilleur du butin.
Cette victoire stratégique, obtenue grâce à la ruse, la rapidité d’exécution et le leadership du chevalier Bayard, eut un impact décisif sur la campagne d’Italie. Elle affaiblit considérablement les forces pontificales et priva les ennemis du roi de France d’un commandant expérimenté pour les batailles à venir. François Ier, alors en train de franchir les Alpes, apprit cette nouvelle à Saint-Paul-sur-Ubaye et en fut profondément réjoui. Cette action exemplaire valut à Bayard un immense prestige militaire, consolidant sa réputation de capitaine habile et valeureux.

### Marignan

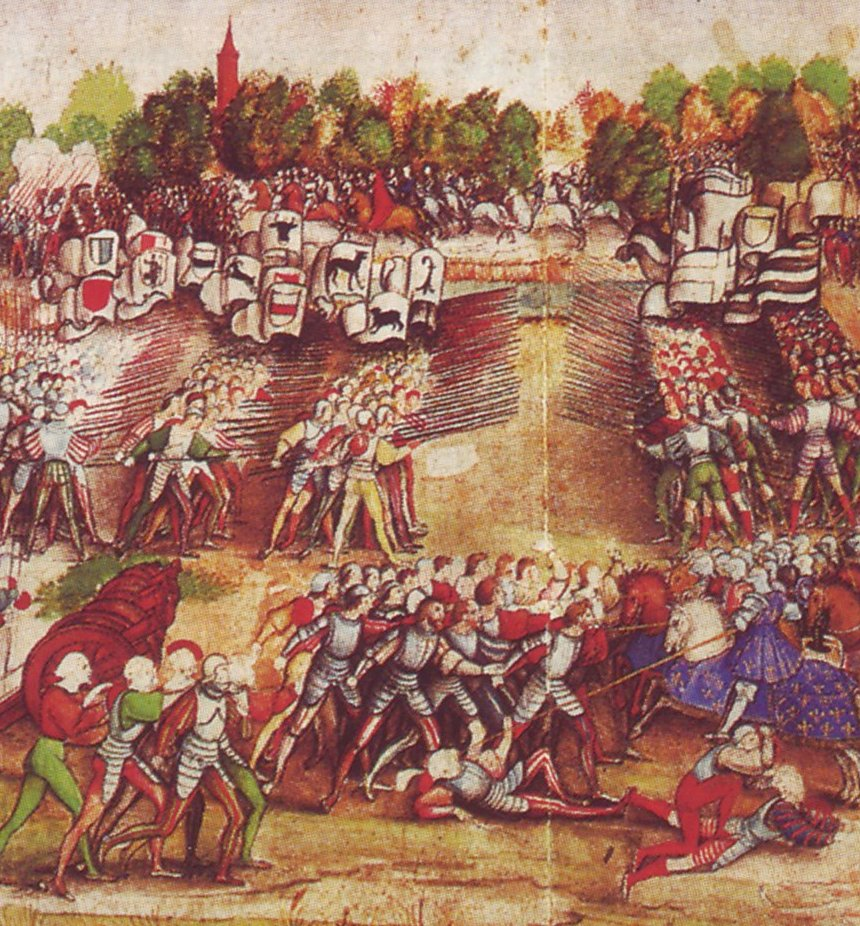
La bataille de Marignan attribué au Maître à la Ratière datant du XVI^{e} siècle

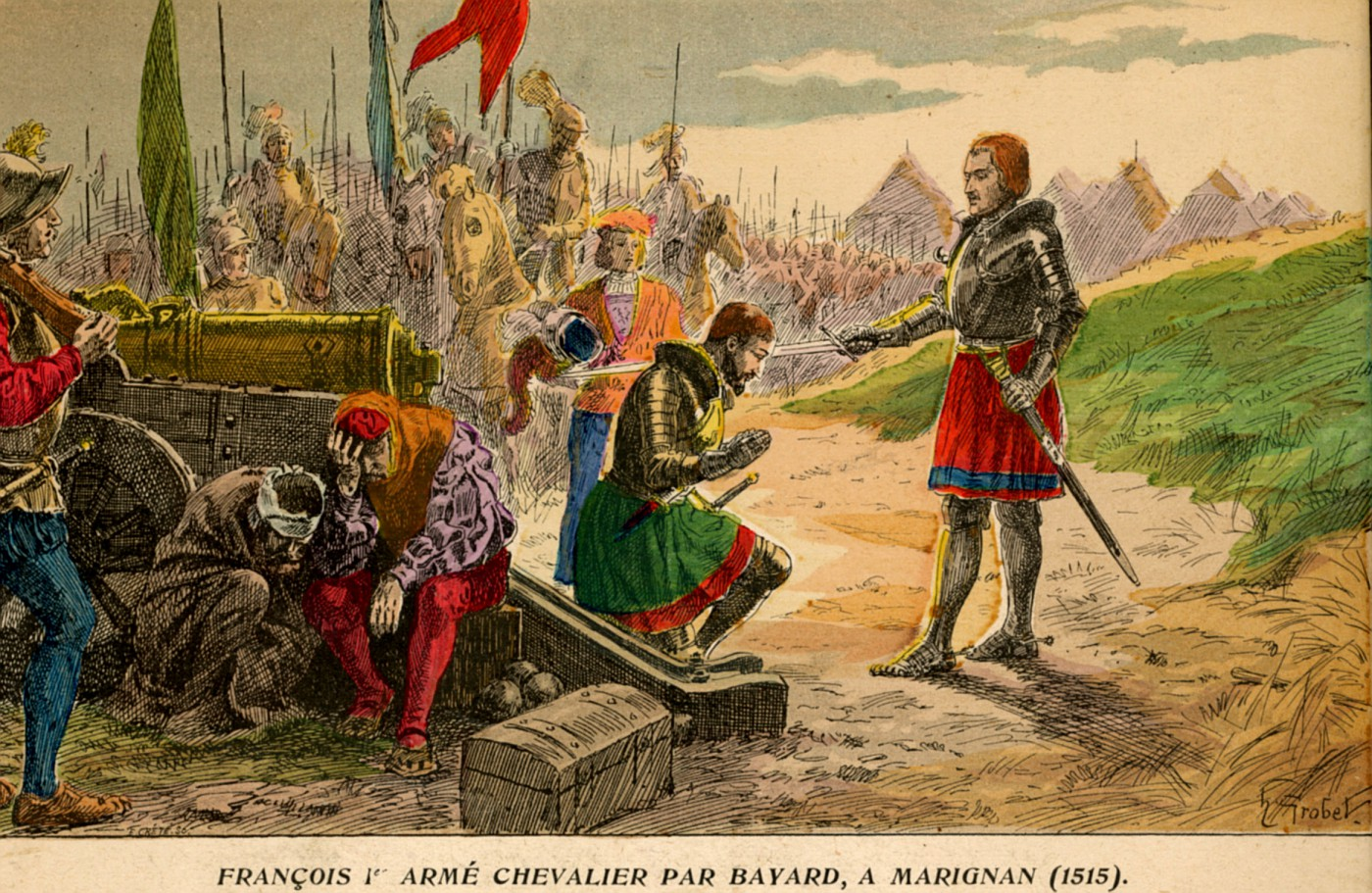
François Ier armé chevalier par Bayard, à Marignan (1515). Lithographie en couleurs par E. Crété d'après une illustration de H. Grobet, Histoire de France, Paris, Émile Guérin, 1902.

À Marignan, au soir de la victoire, il est dit que, pour le « grandement honorer », François Ier voulut prendre « l'ordre de chevalerie de sa main ». C'est ainsi que le lendemain matin, le 15 septembre 1515, les compagnies d'ordonnance se seraient rassemblées et le roi, alors âgé de vingt ans, se serait fait adouber par celui qui réalisait le mieux aux yeux de tous l'idéal de courage et de loyauté des preux du Moyen Âge. Plusieurs auteurs évoquent l'adoubement du roi par Bayard sur le champ de bataille de Marignan le 15 septembre 1515 : Symphorien Champier (1525), le Loyal Serviteur (1527, mais peut-être 1524) et Aymar du Rivail (v. 1530), ainsi que le maréchal de Florange (v. 1526). Quelques auteurs, notamment Didier Le Fur dans son livre, Marignan : 13-14 septembre 1515, paru chez Perrin en 2004, ont considéré cette histoire comme un mythe, qui aurait été monté par demande royale, et élaboré en 1525 : cette légende apocryphe aurait été montée afin notamment de faire oublier que celui qui aurait adoubé François Ier lors de son sacre (c'est-à-dire le connétable de Bourbon, artisan de la victoire de Marignan) se rangea en 1523 du côté de Charles Quint. Pire, le connétable aurait été l'organisateur de la future défaite de Pavie, et donc de l'emprisonnement de François Ier. La légende aurait donc été inventée pour faire oublier les liens « filiaux » qui liaient le roi et son traîtreux sujet, tandis qu'elle aurait renforcé un lien (inexistant au départ) entre le souverain et le symbole du courage et de la vaillance, qui meurt en 1524. L'invention pourrait également être liée à la volonté du roi de France de se montrer le parfait exemple, chevaleresque entre tous, alors qu'il était prisonnier.

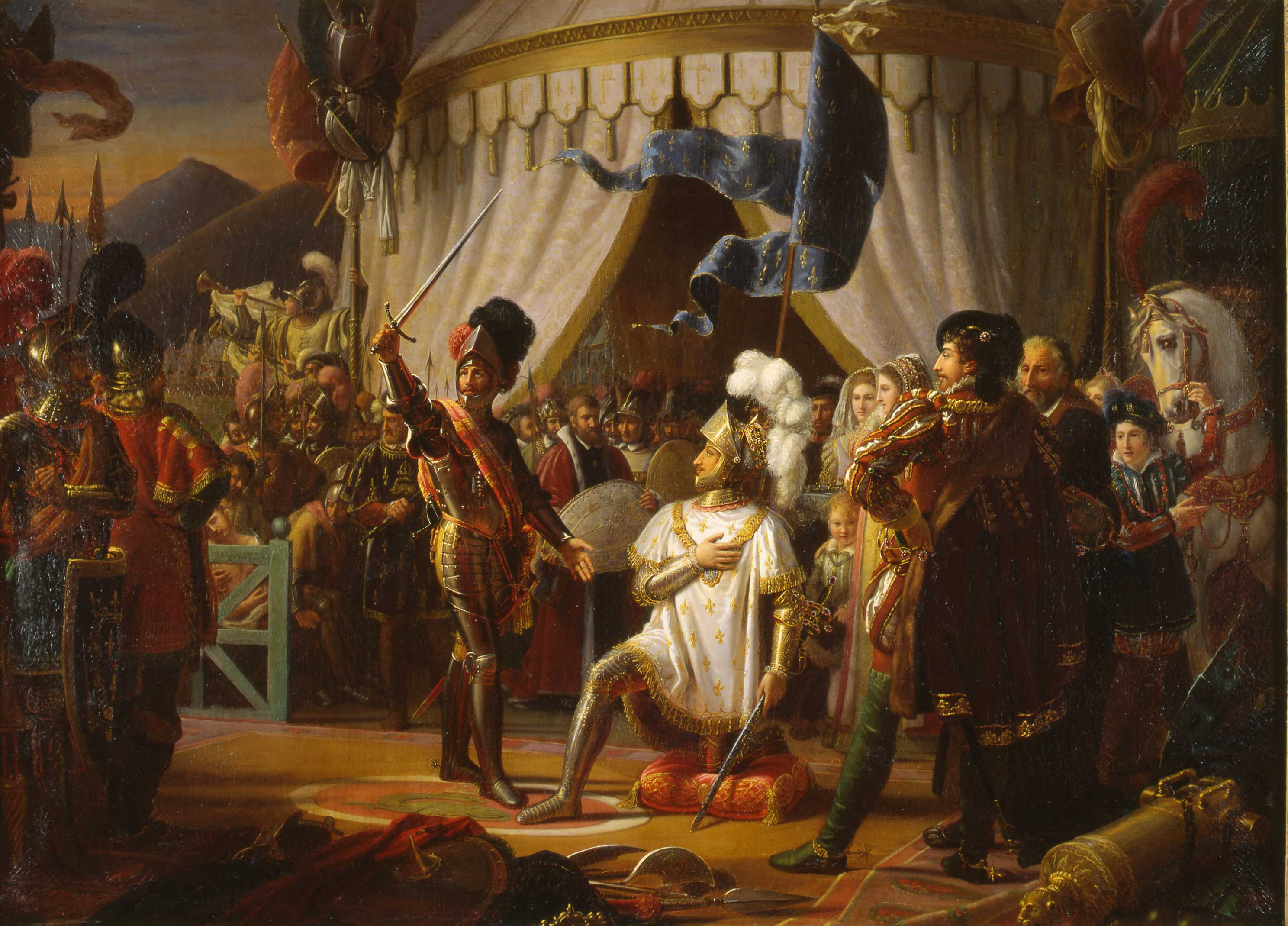
François I^{er} armé chevalier par Bayard à la bataille de Marignan par Louis Ducis en 1817

D'autres historiens comme Robert Knecht et Nicolas Leroux ne croient pas du tout à une invention d'une hypothétique propagande royale, faisant de surcroît remarquer que, si l'on regarde les récits du sacre attentivement, le jeune roi, en fait, ne reçut pas la chevalerie du connétable de Bourbon.

## Lieutenant général du dauphiné
Bayard fut nommé lieutenant général du Dauphiné au début de l’année 1515, peu après l’avènement de François Ier. Cette promotion fut à la fois une récompense et une mesure stratégique. D’une part, elle couronnait les exploits militaires et la fidélité sans faille du chevalier lors des campagnes précédentes, notamment sous les règnes de Charles VIII et Louis XII. D’autre part, elle répondait à une nécessité politique : consolider l’autorité royale dans cette province sensible, frontalière du duché de Savoie et exposée aux conflits transalpins. Le Dauphiné, région natale de Bayard, offrait un terrain familier au chevalier, où sa réputation et son réseau d’influence pouvaient être mobilisés pour maintenir l’ordre et préparer militairement la zone, notamment en vue des guerres d’Italie que François Ier entendait poursuivre. Cette nomination, survenue dans un contexte de transition dynastique et de remaniement des charges, témoigne de la confiance que le nouveau roi plaçait en Bayard, en dépit de l’absence de titres nobiliaires ou de hautes charges antérieures. Ainsi, Bayard accédait à une forme de reconnaissance institutionnelle, tout en demeurant fidèle à son image de serviteur désintéressé de la couronne.

### Siège de Mézières

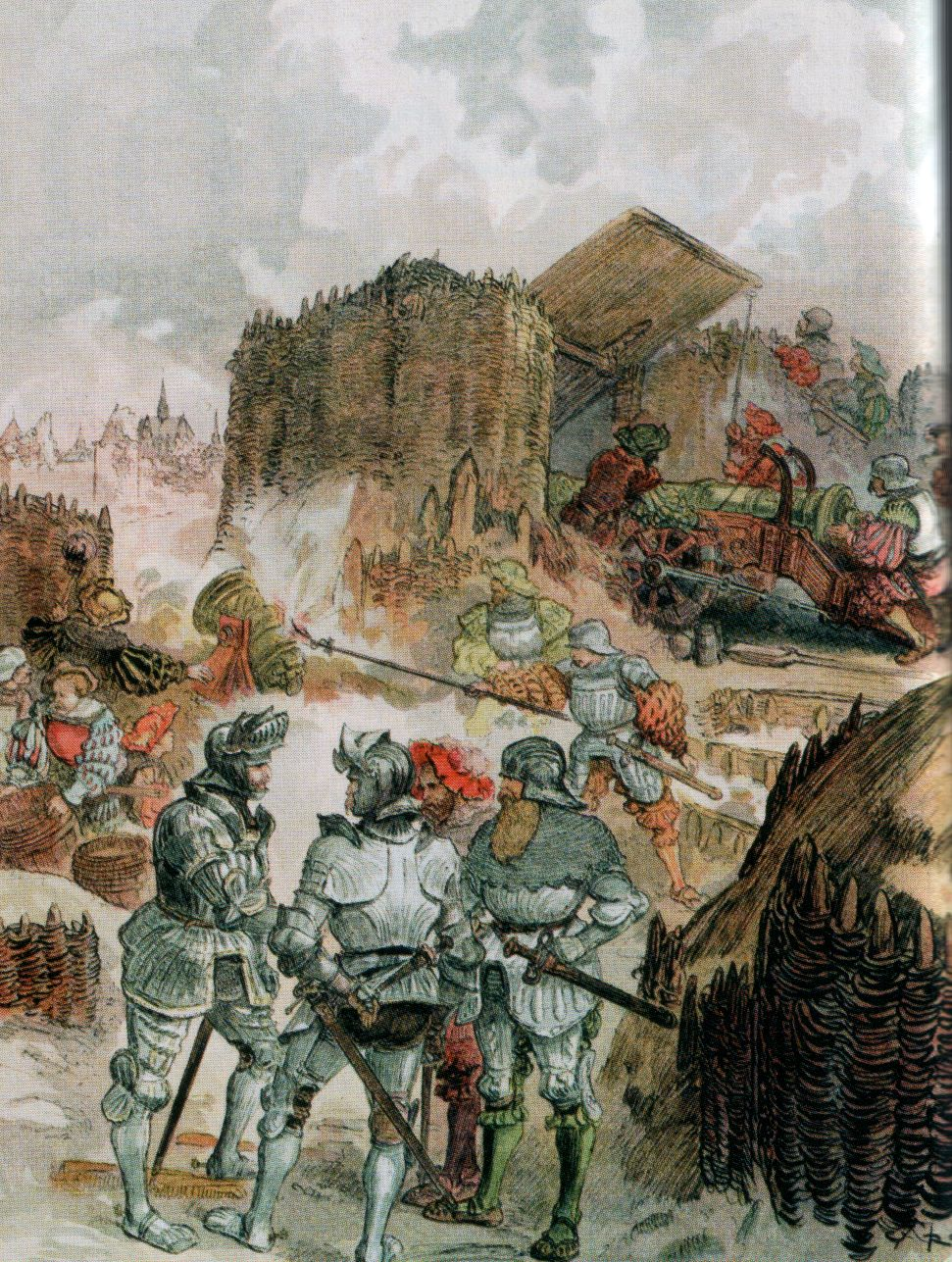
Le siège de Charleville-Mézières en 1521 par Charles Quint. Illustration de Gustave Toudouz, 1909.

En 1521 le siège constitue l’un des plus célèbres faits d’armes de Pierre Terrail, seigneur de Bayard, dans le contexte des guerres opposant François Ier à l’empereur Charles Quint. Cette petite ville des Ardennes, tenue par une garnison modeste, se retrouve encerclée par une armée impériale forte de plus de trente-cinq mille hommes, commandée par le comte de Nassau. Chargé par le roi de défendre la place, Bayard organise alors la résistance avec une rigueur et une ingéniosité remarquables : feignant une force militaire plus importante qu’elle ne l’est réellement, il limite l’usage de l’artillerie pour masquer le nombre réduit de pièces, fait manœuvrer ses troupes de manière visible, et entretient le moral des défenseurs par sa présence constante, son exemple et ses encouragements. Il dirige personnellement des sorties audacieuses pour harceler l’ennemi, tout en consolidant les défenses de la ville. Pendant plusieurs semaines, les assauts des Impériaux échouent devant l’obstination et le talent stratégique du chevalier, qui, par sa fermeté, transforme une position jugée indéfendable en bastion de résistance. Finalement, les troupes ennemies, épuisées et démoralisées, lèvent le siège, contraignant le comte de Nassau à une retraite humiliante. La défense de Mézières, saluée dans toute la France, rehausse encore la légende de Bayard, qui apparaît alors comme le modèle accompli du capitaine chevaleresque. François Ier, reconnaissant, célèbra cet exploit et accorda des récompenses à ceux qui y prirent part, soulignant l’importance de cette victoire morale et militaire pour le royaume. Un document daté de 1523 liste "Messire Pierre de Bayart, seigneur dudit lieu, chevalier de l'ordre dudit seigneur". Confirmant qu'il reçu la distinction de Chevalier de l'Ordre du Roi (l'Ordre de Saint-Michel) dans ces années là.

### Gouverneur populaire

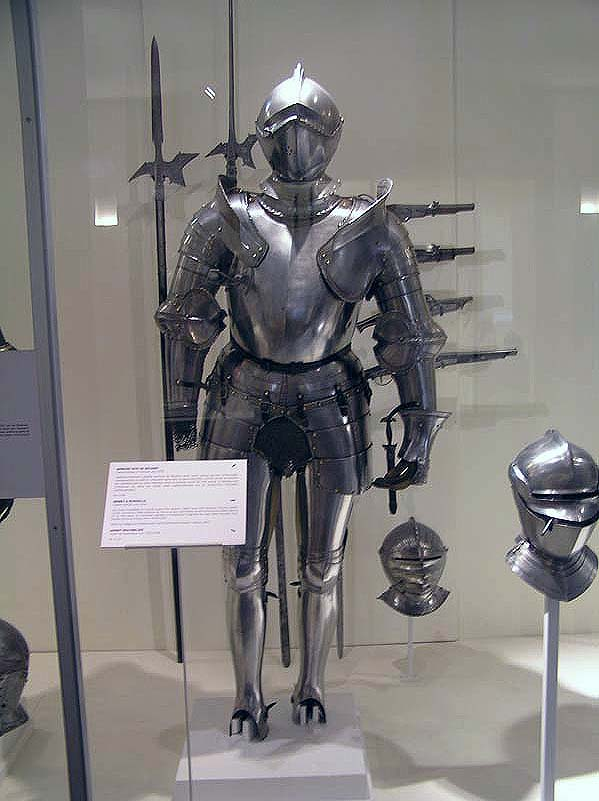
Armure de Bayard, musée de l'Armée (Paris).

En tant que lieutenant général du Dauphiné, Bayard assure la gouvernance de la province, puisque, selon la coutume, le gouverneur en titre — qui est alors le duc de Longueville — ne s'en occupe nullement.
Bayard est acclamé le 17 mars 1515, lors de son entrée dans Grenoble, heureuse de recevoir l'illustre chevalier. Une salve de 18 coups de canon est tirée du haut de la tour de l'Isle, où stationnent cinq grosses bombardes. Le lendemain, les consuls de la ville viennent le saluer en lui offrant deux tonneaux de vin et de l'avoine pour ses chevaux.
Mais dès le mois de juillet, Bayard doit repartir avec sa compagnie et trois mille hommes de pied sur les confins du marquisat de Saluces pour le passage des troupes que François Ier est en train de réunir. Au début du mois d'août, le roi arrive à Grenoble et y séjourne quelques jours avant de partir vers l'Italie. La victoire de Marignan en septembre permet à Bayard de séjourner par la suite un peu plus longuement dans son gouvernement du Dauphiné, non sans devoir à plusieurs reprises repartir en campagne en Italie ou dans le Nord de la France à la demande du roi.

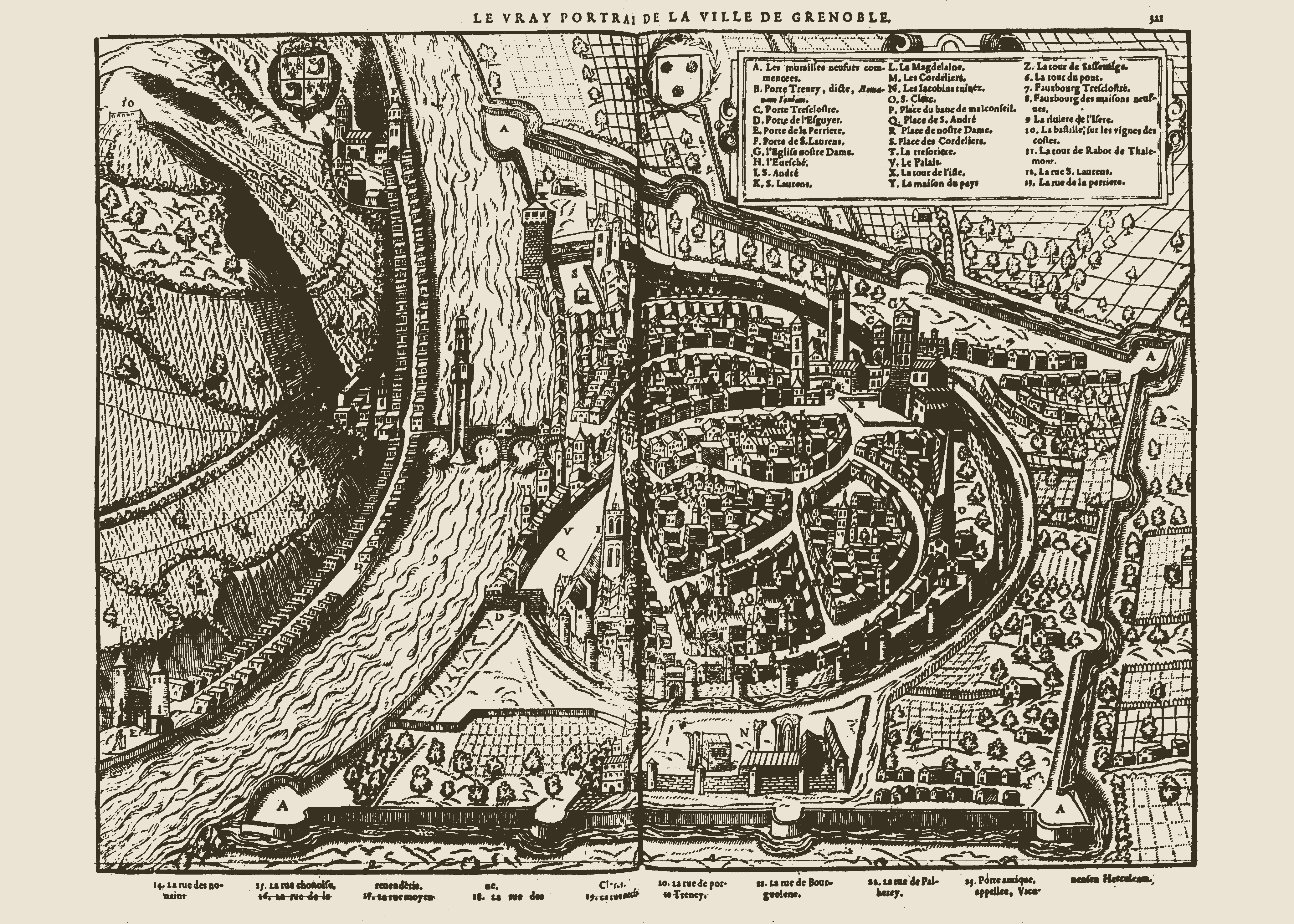
Ville de Grenoble en 1575 par François de Belleforest entre 1489 et 1552

Bayard prend très à cœur ses fonctions et acquiert de nouveaux titres à la reconnaissance publique. Trois domaines sont des objets spéciaux de son attention : la peste, les inondations et les brigands. Il fait nettoyer les rues de Grenoble, purger les égouts et surveille personnellement les travaux de défense contre les inondations. Le 18 janvier 1519, il se rend au port de La Roche, près de la porte Perrière sur la rive droite de l'Isère afin d'examiner les réparations à la suite des crues de l'Isère et du Drac. Il envoie six ouvriers pour refaire les quais du port. Bayard crée également une commission chargée de surveiller, pendant ses absences fréquentes, la construction de digues pour détourner le Drac à partir du pont Lesdiguières du Pont-de-Claix jusqu'au port de La Roche. Bayard propose aux mendiants valides d'assurer les travaux sous les ordres des Consuls de la ville. De nouvelles taxes seront imposées pour financer ces endiguements en 1524. En 1522, alors que les consuls lui conseillent de partir à Tullins, il prend des mesures contre la peste et la famine qui sévissent dans la ville. Les pestiférés sont regroupés dans l'hôpital de l'Isle, en dehors des remparts de la ville, et trois médecins sont sommés de rester pour soigner les malades.

## Mort et postérité

### Descendance
Pierre Terrail de Bayard ne se maria jamais officiellement. Cependant, selon les témoignages rapportés dans sa biographie par Guyard de Berville dans Histoire de Pierre du Terrail, dit le chevalier Bayard, sans peur et sans reproche publié en 1760, il contracta un engagement verbal et par lettres avec une dame noble de la maison de Trèque, originaire du Milanais. Leur histoire remonte à la jeunesse de Bayard, lorsqu'il était page à la cour du duc de Savoie. C'est là qu'il fit la connaissance de cette demoiselle. Le départ de Bayard pour servir le Roi de France et les déplacements politiques du duc les séparèrent. Durant cette longue séparation, ils ne purent entretenir leur relation que par correspondance. Dans l’intervalle, la jeune femme, bien que sans fortune, attira l’attention d’un autre grand seigneur : le seigneur de Fluxas, homme puissant et fortuné. Elle contracta finalement une alliance avec lui, ce qui mit fin à toute possibilité de mariage avec Bayard. Malgré cela, les deux anciens amants conservèrent leur affection mutuelle : lorsqu’ils se revirent à la cour de la duchesse, leurs retrouvailles furent émues, et leur lien d’amitié persista jusqu’à la fin de leur vie. Ils échangèrent même des présents chaque année, témoins de ce lien respectueux et durable. Cette liaison, bien que non sanctionnée par le mariage, donna naissance à une fille naturelle, prénommée Jeanne Terrail
Malgré les conventions sociales de l'époque, Jeanne fut pleinement reconnue et acceptée au sein de la famille de Bayard. Son père, animé par un sens aigu de l’honneur et de la responsabilité, lui fit prodiguer une éducation d’exception. L’estime qu’elle gagna dans son entourage fut telle qu’on ne la considérait pas comme une fille illégitime, mais plutôt comme une nièce légitime du chevalier. Ce traitement témoigne du profond respect que sa famille nourrissait pour Bayard et de l’image irréprochable qu’elle voulait perpétuer autour de sa mémoire.
Un an après la mort de Bayard, Jeanne Terrail fut mariée à François de Bocsozet, seigneur de Chastelart. Ce mariage, arrangé et doté par les oncles de Jeanne comme s’ils étaient ses tuteurs légitimes, renforça davantage son intégration sociale. Elle fut honorée toute sa vie comme une digne héritière, et tous s'accordaient à reconnaître en elle « la vive image du chevalier sans peur et sans reproche »
Ces événements se situent vers la fin de la vie de Bayard, dans la première moitié du XVIe siècle.

### Tombé au champ d’honneur

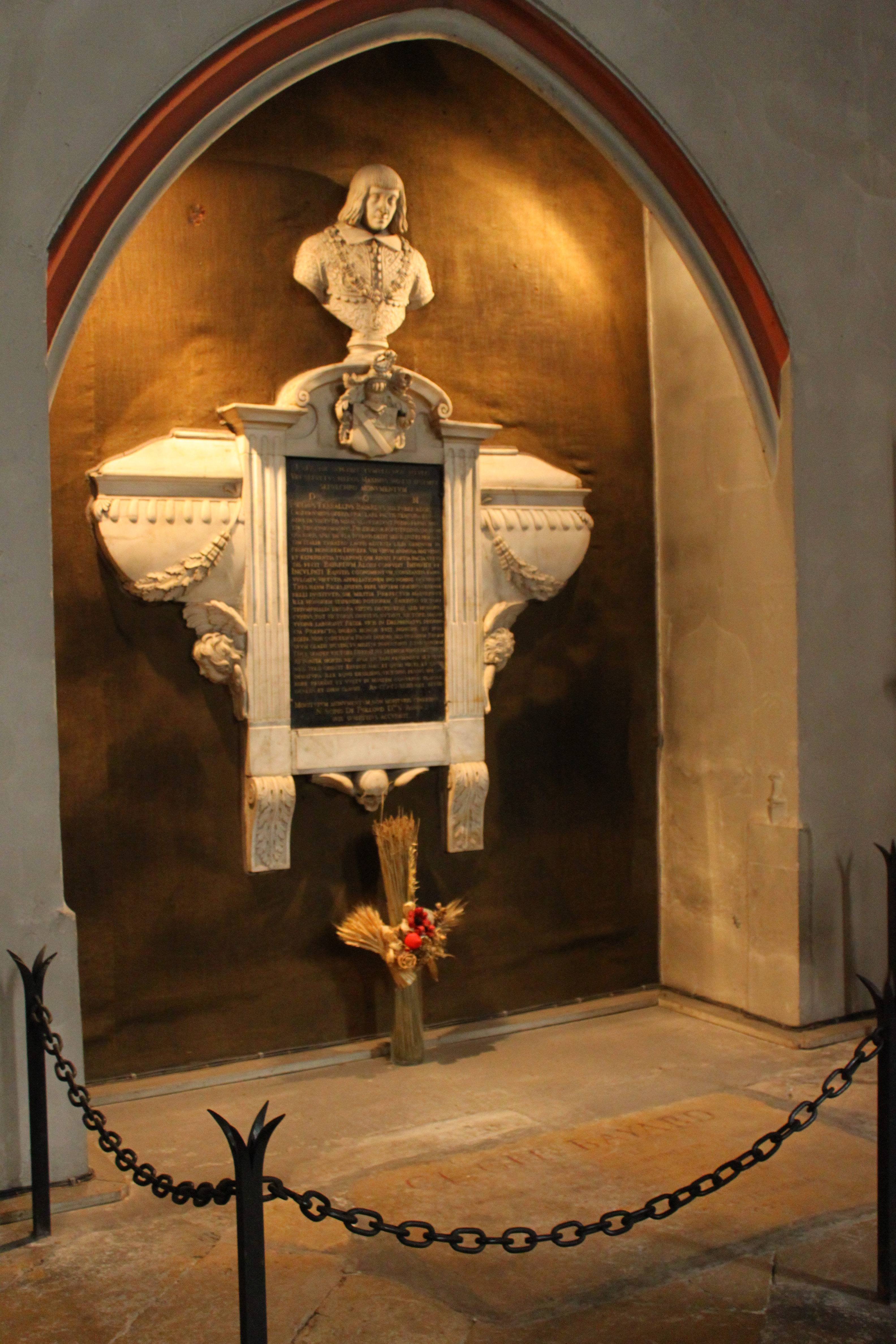
Le mausolée de Bayard dans la collégiale Saint-André de Grenoble.

À l’été 1521, il défend Mézières, assiégée par les troupes allemandes de Charles Quint.

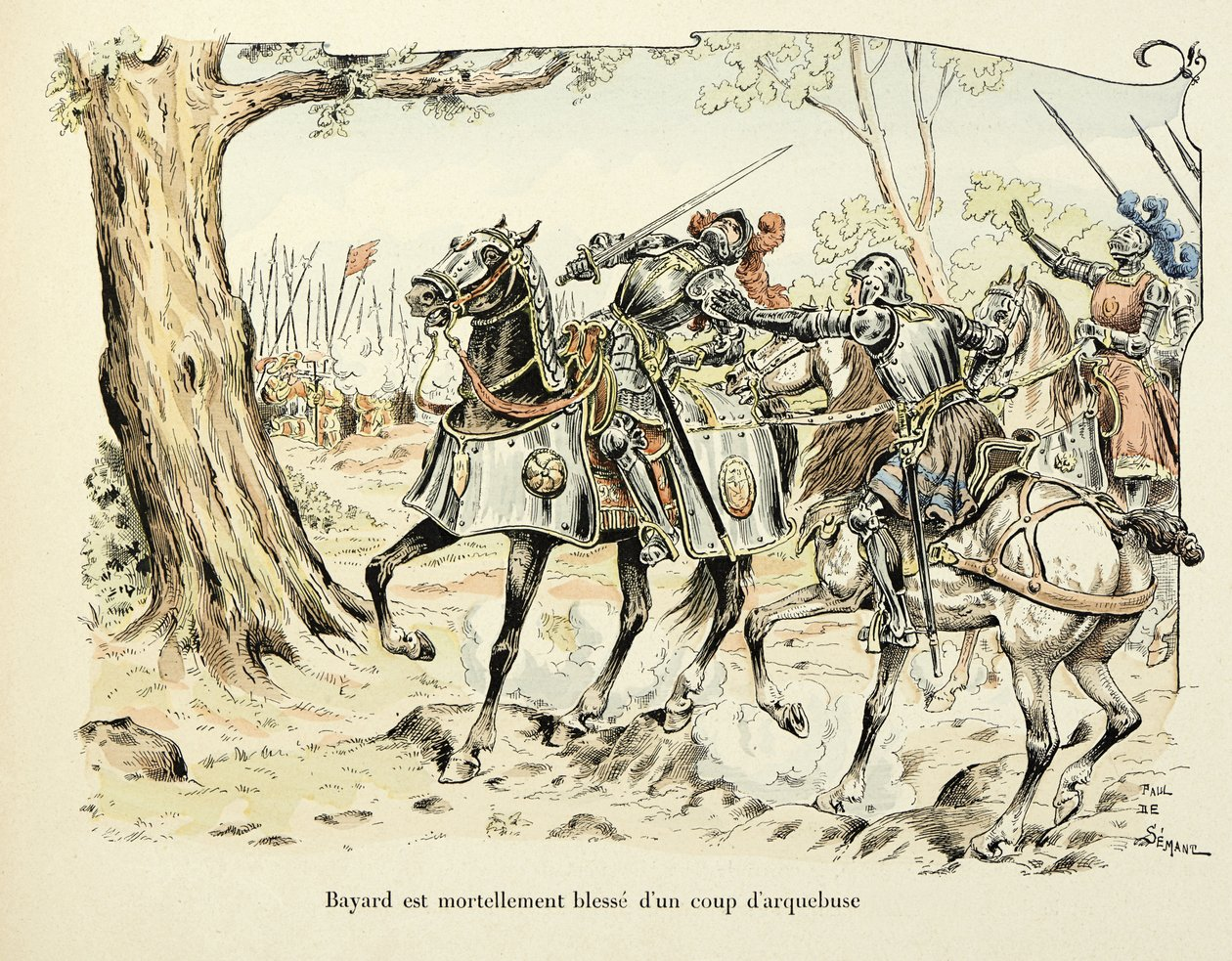
Bayard est mortellement blessé d'un coup d'arquebuse. Illustration de Paul de Sémant pour Histoire du Chevalier Bayard racontée à mes enfants de Théodore Cahu.

En 1523, François Ier, refusant les défaites, le rappelle à ses côtés. Le 22 août, les premières troupes italiennes franchissent les monts près de Lyon. Bayard est mortellement blessé par un coup d'escopette dans le dos le 30 avril 1524, à Romagnano Sesia, (Novara) ou Rovasenda, (Vercelli), pendant qu'il couvre la retraite de l'armée française. La colonne vertébrale brisée, il enjoint à ses compagnons de le quitter et leur dit : « Je n'ai jamais tourné le dos devant l'ennemi, je ne veux pas commencer à la fin de ma vie ».
Le connétable de Bourbon, qui s'était retourné contre le roi de France, poursuit les Français à la tête des troupes de Charles Quint. Selon les mémoires de du Bellay écrits vers 1540, il vient devant Bayard et dit :
— « Ah ! Monsieur de Bayard, que j’ai grand-pitié de vous voir en cet état, vous qui fûtes si vertueux chevalier !
— Monsieur, répond-il mourant, il n’est besoin de pitié pour moi, car je meurs en homme de bien ; mais j’ai pitié de vous, car vous servez contre votre prince et votre patrie ! »

Ces paroles peu vraisemblables sont prêtées à Bayard par du Bellay : elles ne se trouvent pas dans les mémoires écrits par le « Loyal Serviteur » Jacques de Mailles ou dans Une Vie de Symphorien Champier.

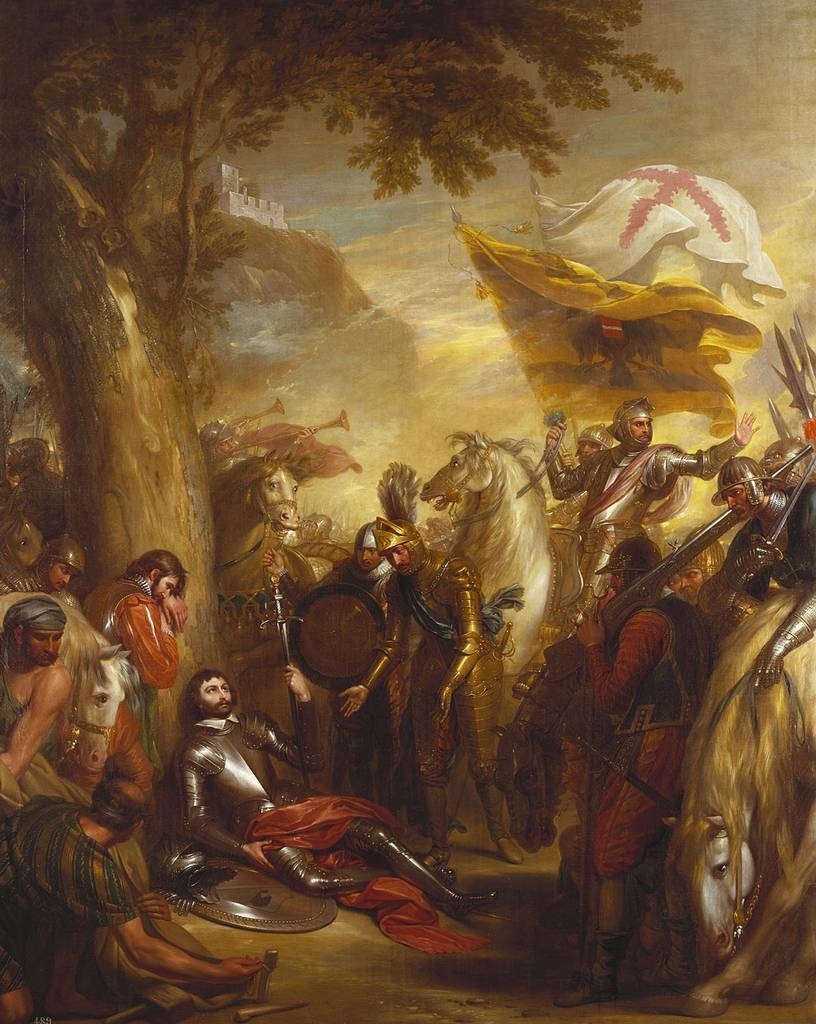
La mort du Chevalier Bayard par Benjamin West peint en 1772

Il agonise dans le camp adverse, pleuré par ses ennemis. Son corps est ramené en France et, après des obsèques solennelles à la cathédrale de Grenoble, il est enterré au couvent des Minimes de Saint-Martin-d'Hères (près de Grenoble).
Sa sépulture est profanée à la Révolution. Pour faire plaisir au roi de France Louis XVIII, le préfet de l'Isère fait transférer ses restes présumés le 24 août 1822 en la collégiale Saint-André de Grenoble et, en 1823, une statue est élevée en son honneur sur la place Saint-André, située non loin de la rue Bayard. Mais ces restes s'avèrent être ceux d'une jeune fille. Puis en 1937, un passionné relance des fouilles à Saint-Martin d'Hères et trouve trois cercueils alignés, dont un abrite un officier portant une plaque. Les restes de cet officier sont entreposés dans les années 1960 aux archives départementales de l'Isère. Des analyses génétiques menées par Gérard Lucotte et publiées en 2017 ont conclu que l'ADN mitochondrial du crâne présumé du chevalier est du même haplogroupe que celui d'un habitant de Chambéry apparenté à Bayard par les femmes, ce qui tend, d'après cette étude, à prouver l'authenticité du squelette retrouvé du chevalier, cependant, le travail de Gérard Lucotte doit être reçu avec précaution, ce dernier ayant été mis au ban de la communauté scientifique pour avoir mené des travaux controversés sur l'origine génétique des races humaines ou encore une étude douteuse des reliques du Christ.
Bayard ne contracta aucune union. Il laissa toutefois une fille naturelle prénommée Jeanne qui épousa François de Bocsozel en présence de ses deux oncles paternels Philippe Terrail, évêque de Glandèves, et Jacques Terrail, abbé de Notre-Dame de Josaphat au diocèse de Chartres, le mariage étant célébré par leur cousin Laurent II Alleman, évêque de Grenoble. Ce fut le notaire delphinal Jacques de Mailles, ancien compagnon d'armes et secrétaire de Bayard, le « Loyal Serviteur », qui dressa le contrat de mariage le 25 août 1525.

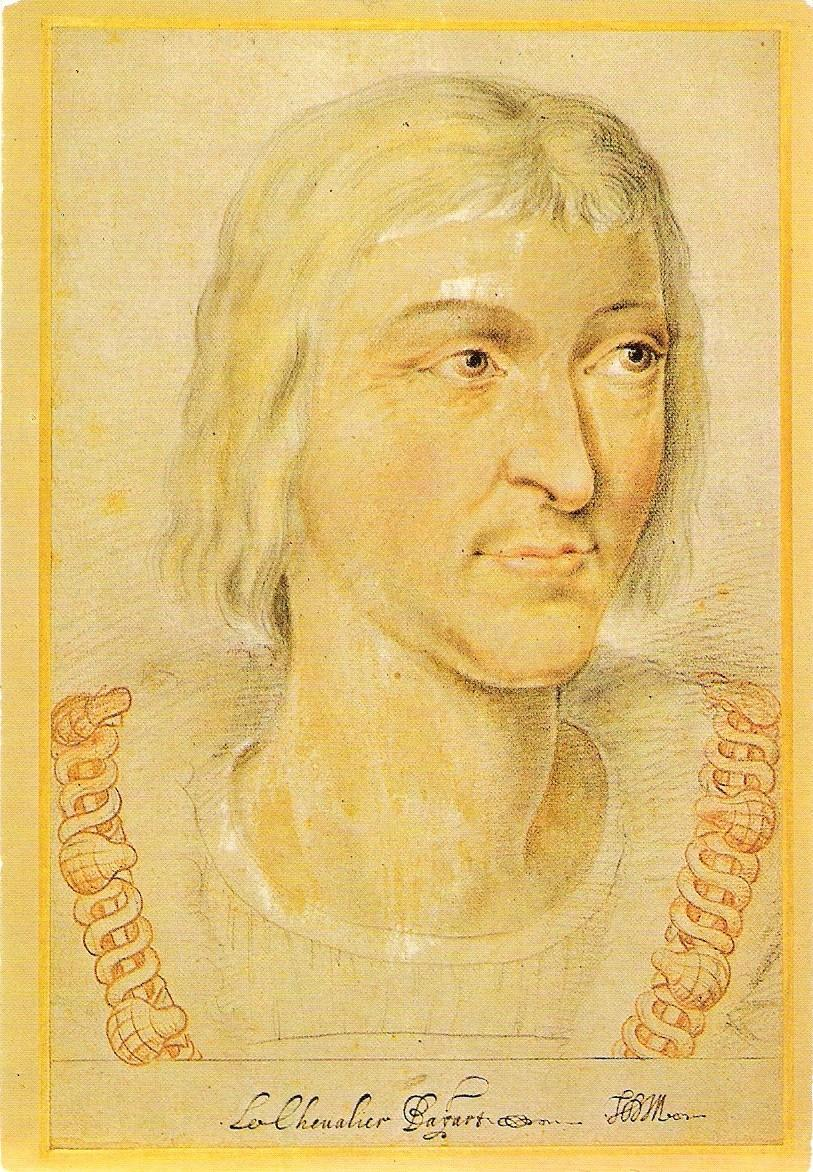
Bayard, par Jacques de Mailles (XVI).

Afin de préserver et d'honorer la mémoire du chevalier, les villes de Pontcharra (lieu de sa naissance) et de Rovasenda (lieu de sa mort) sont jumelées.
Nicolas Amato interprète le rôle du chevalier Bayard dans le film François Ier de Christian-Jaque, sorti en 1937.
Le nom « de Bayard » a été depuis porté par plusieurs familles descendant de la famille Alleman, famille de la mère du chevalier.
Le 14 juillet 2012, le préfet Jean-Christophe Parisot est autorisé par décret du ministre la Justice à ajouter « de Bayard » au nom de sa famille.

## Monuments

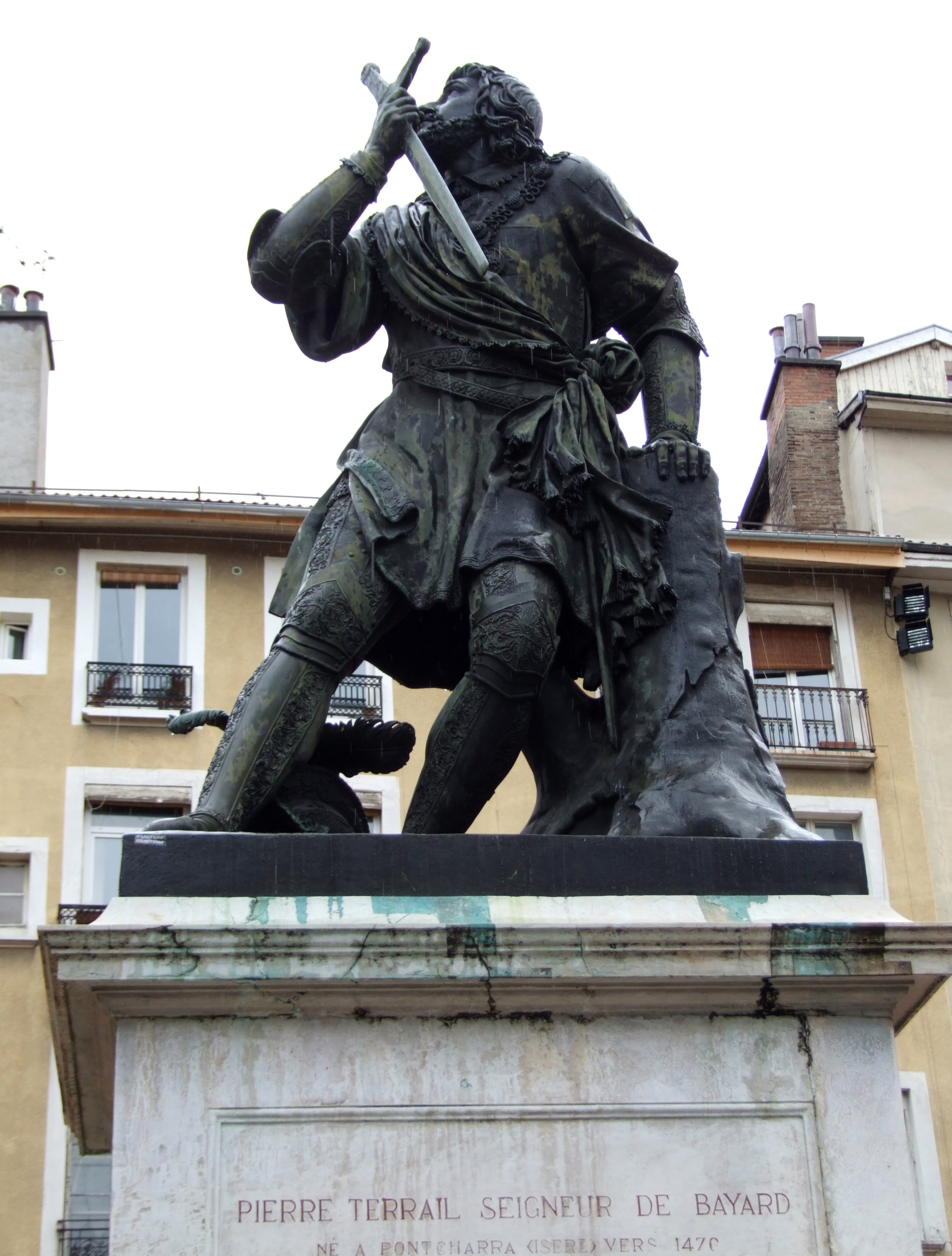
Statue à Grenoble.

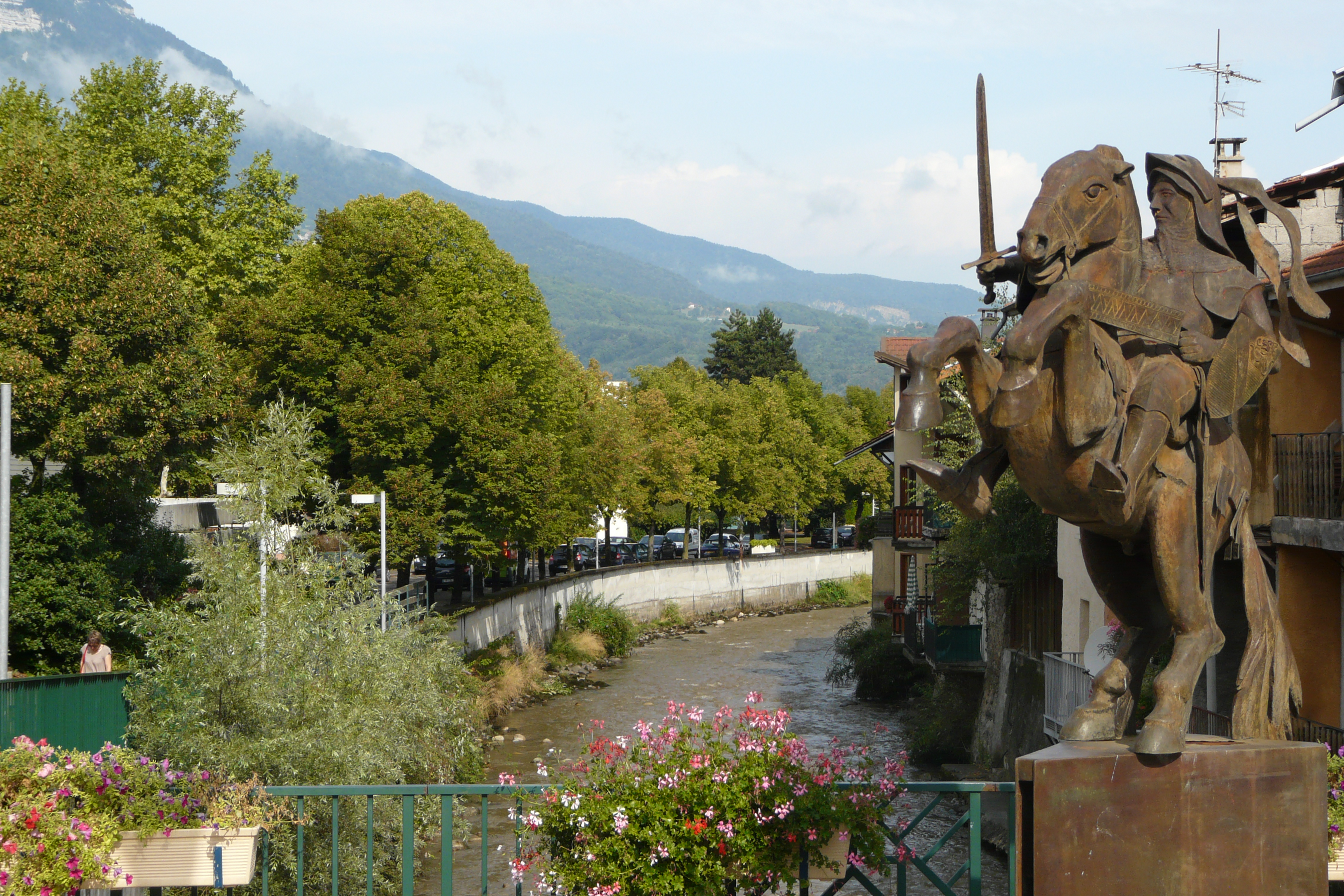
Statue équestre à Pontcharra.

- Lycée Pierre du Terrail à Pontcharra (Isère), avec le challenge Bayard organisé chaque année.
- Statue équestre à Pontcharra (Isère).
- Statue de Bayard par Nicolas Raggi à Grenoble, place Saint-André.
- Statue à Sainte-Anne-d'Auray dans le monument d'Henri d'Artois.
- Mausolée de Bayard, classé monument historique (1625), situé dans la collégiale Saint-André à Grenoble.
- Musée Bayard au château Bayard à Pontcharra.
- Statue à Charleville-Mézières (département français des Ardennes), inaugurée en octobre 2005. Il s'agit d'une copie de l'œuvre du sculpteur Aristide Croisy qui fut démontée par les Allemands durant la Première Guerre mondiale et restituée à la ville après l'armistice de 1918 ; elle est fondue sous le régime de Vichy dans le cadre de la mobilisation des métaux non ferreux.
- Statue dans le parc de la maison d'éducation de la Légion d'honneur (MELH) de Saint-Denis (département de la Seine-Saint-Denis).
- Statue dans l'enceinte du collège Stanislas de Paris, duquel il inspira la devise « Français sans peur, Chrétien sans reproche ».
- Statue à l'entrée de l'axe des écoles de Saint-Cyr Coëtquidan à Guer (Morbihan).
- Statue en marbre d'Antoine Mouton dit Moutoni offerte en 1933 par le château de Versailles à l’École spéciale militaire de Saint-Cyr.

Le nom de Bayard donné au grand rocher par l'étroit passage duquel on pénètre dans la ville de Dinant (Belgique) en venant de Beauraing n'a aucun rapport avec le chevalier Bayard : il fait référence à un coup de sabot du cheval Bayard, légendaire monture des quatre fils Aymon, poursuivis par la haine de Charlemagne, donc bien avant le XVIe siècle.
Le col Bayard, qui sépare le Gapençais du Champsaur dans les Hautes-Alpes, était répertorié dès le XIVe siècle, donc ne doit pas non plus son nom au Chevalier, mais à la présence en ce lieu d'un important espace boisé (baya en bas latin).